# Giải vô địch cờ vua thế giới

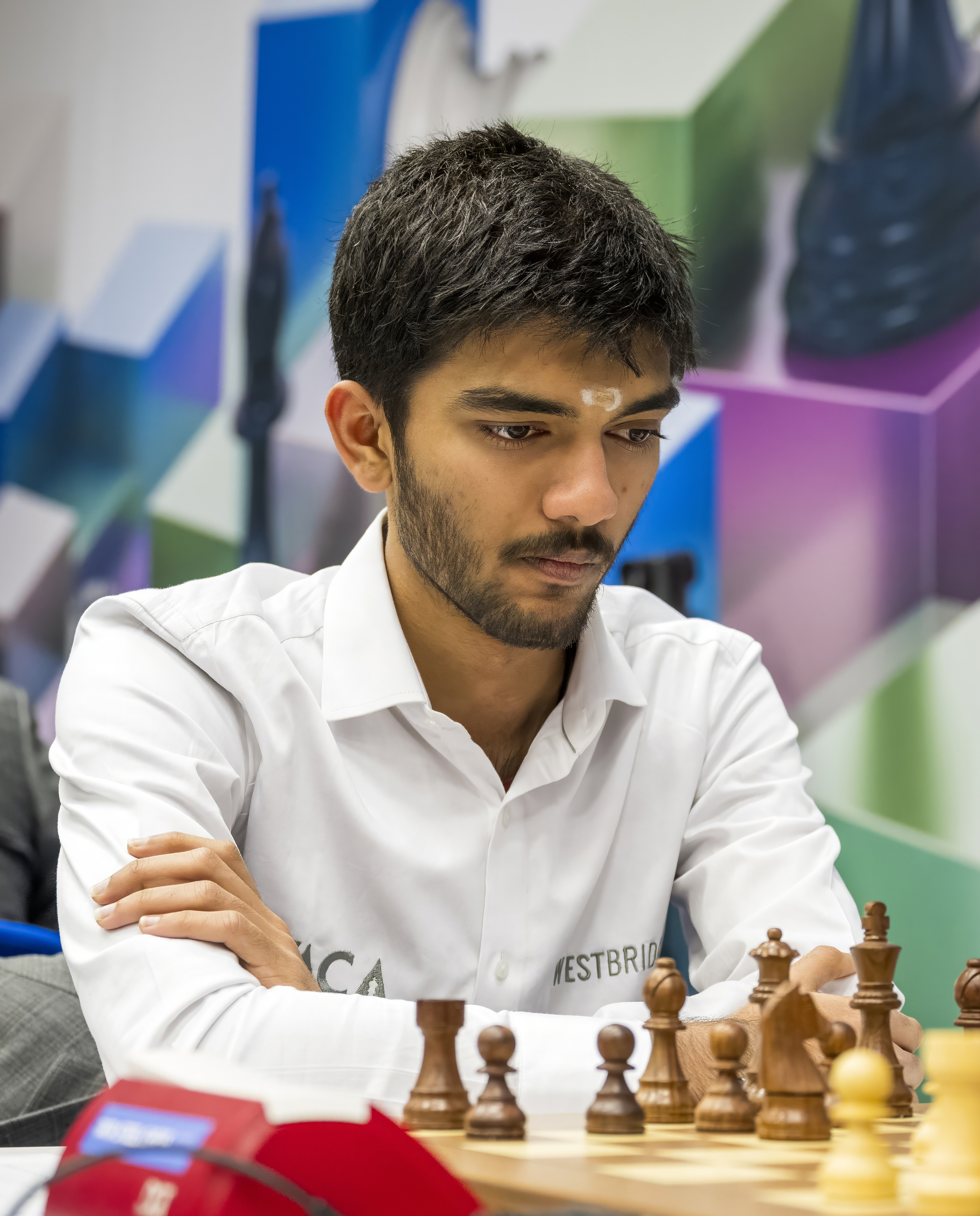
Đương kim vô địch thế giới Gukesh Dommaraju người Ấn Độ

Giải vô địch cờ vua thế giới là giải đấu được tổ chức để xác định nhà vô địch thế giới về cờ vua. Kể từ năm 2014, lịch trình tổ chức đã ổn định theo chu kỳ hai năm với giải đấu vô địch được tổ chức vào mỗi năm chẵn. Đương kim vô địch là Gukesh Dommaraju, nhà vô địch thế giới thứ 18, người đã trở thành nhà vô địch thế giới sau khi đánh bại Đinh Lập Nhân vào năm 2024.
Chức vô địch thế giới chính thức thường được coi là bắt đầu vào năm 1886, khi hai kỳ thủ hàng đầu thế giới, Wilhelm Steinitz và Johannes Zukertort, chơi một trận đấu tranh chức vô địch với chiến thắng thuộc về Steinitz. Từ năm 1886 đến năm 1946, nhà vô địch đặt ra các điều khoản, yêu cầu bất kỳ người thách đấu nào phải đặt cược khoản tiền khá lớn và đánh bại nhà vô địch trong một trận đấu để trở thành nhà vô địch thế giới mới. Từ năm 1948 đến 1993, giải đấu tranh chức vô địch được FIDE, Liên đoàn cờ vua thế giới quản lý. Năm 1993, nhà đương kim vô địch Garry Kasparov đã tách ra khỏi FIDE, điều này dẫn đến việc tạo ra chức vô địch thế giới riêng của Hiệp hội cờ vua chuyên nghiệp (PCA). Các danh hiệu vô địch thế giới này đã được thống nhất tại Giải vô địch cờ vua thế giới 2006 và kể từ năm 2006, giải vô địch một lần nữa được FIDE quản lý.
Mặc dù giải vô địch thế giới dành cho tất cả các kỳ thủ, nhưng có các sự kiện và danh hiệu riêng cho Giải vô địch cờ vua nữ thế giới, Giải vô địch cờ vua trẻ thế giới và Giải vô địch cờ vua người cao tuổi thế giới (dành cho nam trên 60 tuổi và nữ trên 50 tuổi). Ngoài ra còn có các sự kiện giới hạn thời gian ngắn hơn, Giải vô địch cờ vua nhanh thế giới và Giải vô địch cờ vua chớp thế giới. Giải vô địch cờ vua máy tính thế giới dành cho các chương trình và phần cứng cờ vua máy tính.

## Lịch sử
Khái niệm về một nhà vô địch cờ vua thế giới bắt đầu xuất hiện vào nửa đầu thế kỷ 19 và cụm từ "nhà vô địch thế giới" xuất hiện vào năm 1845. Từ thời điểm này trở đi, nhiều người chơi đã được coi là nhà vô địch thế giới, nhưng cuộc thi đầu tiên được xác định trước là dành cho chức vô địch thế giới là trận đấu giữa Steinitz và Zukertort vào năm 1886. Cho đến năm 1948, các cuộc thi vô địch thế giới là các trận đấu được sắp xếp riêng giữa các cầu thủ. Do đó, các kỳ thủ cũng phải kiếm tiền tài trợ, dưới dạng tiền cược những người đam mê cờ vua muốn đặt cược vào một kỳ thủ. Vào đầu thế kỷ 20, điều kiện này đôi khi là một rào cản ngăn chặn hoặc trì hoãn những thách thức cho danh hiệu vô địch.
Giữa năm 1888 và 1948, những khó khăn khác nhau nảy sinh trong các cuộc đàm phán trận đấu đã khiến kỳ thủ cố gắng xác định các quy tắc được thống nhất cho các trận đấu, bao gồm số trận đấu, nhà vô địch có quyền nhiều hoặc ít trong việc đặt điều kiện cho một trận đấu danh hiệu và số tiền đặt cược và phân chia của tổng số tiền sau trận đấu. Tuy nhiên, những nỗ lực này đã không thành công trong thực tế, vì các vấn đề tương tự tiếp tục làm trì hoãn hoặc ngăn chặn các kỳ thủ thách thức chức vô địch.
Một tổ chức bên ngoài có nỗ lực đầu tiên nhằm quản lý giải vô địch thế giới là vào năm 1887-1889, nhưng việc này đã không được lặp lại. Một hệ thống quản lý các cuộc thi thường xuyên cho danh hiệu đã đi vào hoạt động vào năm 1948, dưới sự kiểm soát của FIDE và hoạt động khá trơn tru cho đến năm 1993. Tuy nhiên, vào năm đó, nhà đương kim vô địch Kasparov và người thách đấu Short đã rất không hài lòng với sự sắp xếp của FIDE cho trận đấu giữa hai người đến mức họ đã thành lập một tổ chức ly khai. Sự chia rẽ trong giải vô địch thế giới tiếp tục cho đến trận đấu thống nhất năm 2006; tuy nhiên, các thỏa hiệp cần có để đạt được sự thống nhất có tác dụng kéo dài cho đến trận đấu năm 2010. Sau khi thống nhất, FIDE vẫn có quyền tổ chức trận đấu vô địch thế giới, ổn định theo chu kỳ hai năm.

### Các nhà vô địch không chính thức (trước năm 1886)

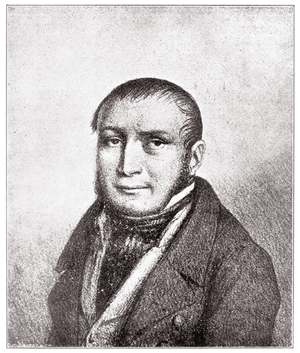
De La Bourdonnais, kỳ thủ mạnh nhất thế giới từ năm 1821 đến khi qua đời vào năm 1840

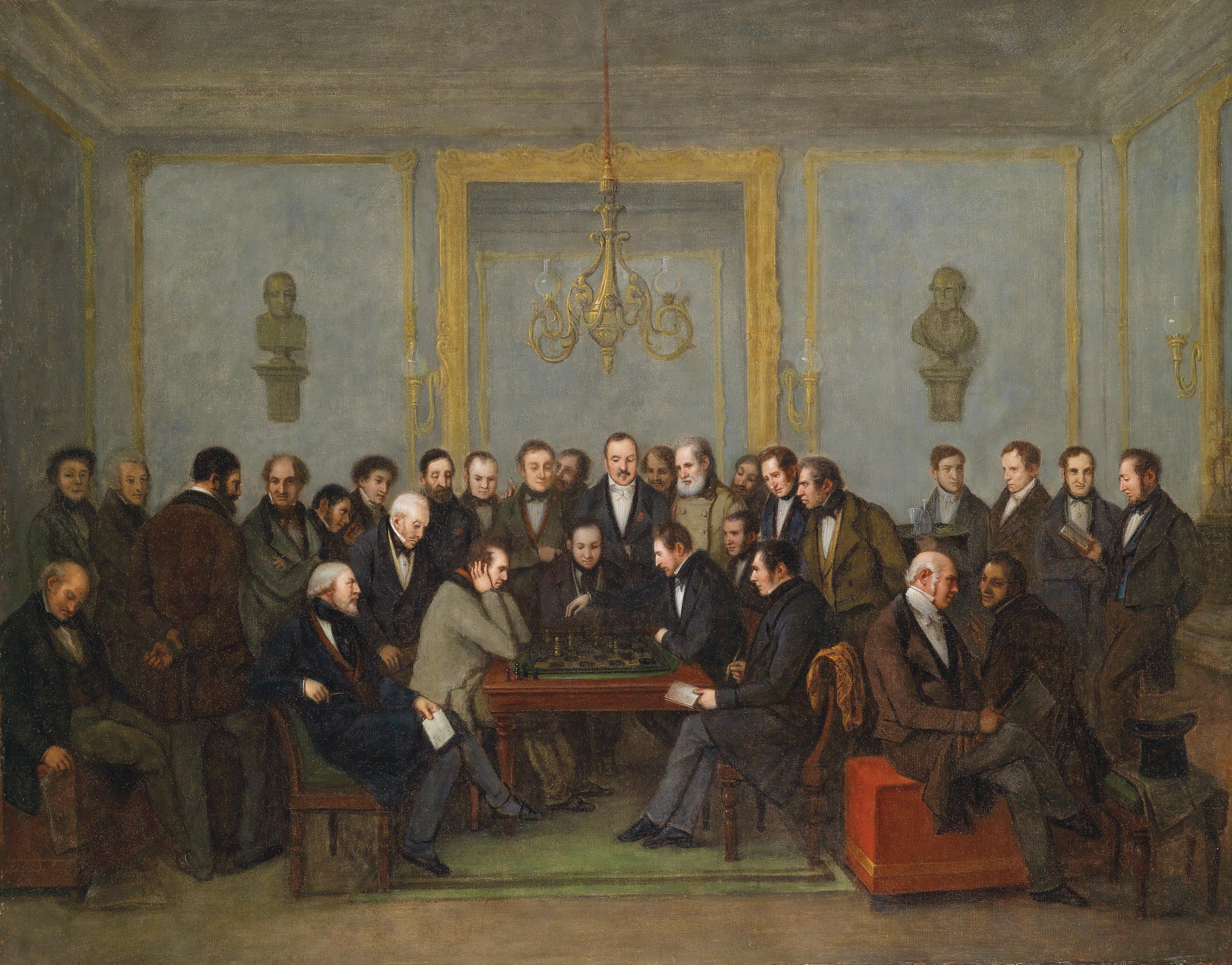
Một mô tả về trận đấu cờ giữa Howard Staunton và Pierre Saint-Amant, vào ngày 16 tháng 12 năm 1843. Trận đấu này được coi là một giải vô địch thế giới không chính thức.

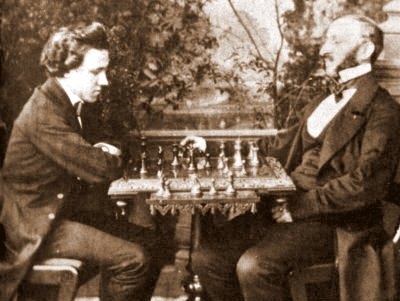
Paul Morphy chơi với kỳ thủ người Hungary Johann Löwenthal.

Trận đấu đầu tiên được các kỳ thủ tuyên bố là trận đấu tranh chức vô địch thế giới là trận đấu mà Wilhelm Steinitz giành chiến thắng trước Johannes Zukertort vào năm 1886. Tuy nhiên, một loạt kỳ thủ được coi là mạnh nhất (hoặc ít nhất là nổi tiếng nhất) trên thế giới đã xuất hiện hàng trăm năm trước họ, và những kỳ thủ này đôi khi được coi là nhà vô địch thế giới trong thời đại của họ. Những kỳ thủ này bao gồm Ruy López de Segura vào khoảng năm 1560, Paolo Boi và Leonardo da Cutri vào khoảng năm 1575, Alessandro Salvio vào khoảng năm 1600 và Gioachino Greco vào khoảng năm 1623.
Vào thế kỷ 18 và đầu thế kỷ 19, các kỳ thủ Pháp thống trị, với Legall de Kermeur (1730-1755), François-André Danican Philidor (1755-1795), Alexandre Deschapelles (khoảng 1800-1821) và Louis-Charles Mahé de La Bourdonnais (1821-1840) đều được coi là những kỳ thủ mạnh nhất trong thời đại của họ. Một trận đấu giống như một trận đấu vô địch thế giới là trận đấu cờ vua La Bourdonnais - McDonnell năm 1834, trong đó La Bourdonnais đã chơi một loạt sáu trận đấu - và 85 ván - chống lại kỳ thủ người Ireland Alexander McDonnell.
Ý tưởng về một nhà vô địch thế giới quay trở lại ít nhất là vào năm 1840, khi một chuyên mục trong Tạp chí Fraser viết: "Ai là người định mệnh kế tục nguyên soái khi La Bourdonnais ra đi, và nước nào sẽ tạo ra người kế vị?... Hiện tại de La Bourdonnais, như Alexander Đại đế, không có người thừa kế, thật đáng lo ngại khi đế chế này có thể bị chia rẽ thành những vương quốc nhỏ. " 
Sau cái chết của La Bourdonnais vào tháng 12 năm 1840, Chiến thắng của Howard Staunton người Anh trước một người Pháp khác, Pierre Charles Fournier de Saint-Amant, vào năm 1843 được coi là đã khiến Staunton trở thành kỳ thủ mạnh nhất thế giới. Một bức thư được trích dẫn trên tờ Thời báo ngày 16 tháng 11 năm 1843, nhưng có lẽ được viết trước đó, mô tả trận đấu thứ hai giữa Staunton vs Saint-Amant, diễn ra tại Paris vào tháng 11 năm 1843, như là "vương trượng vàng của Philidor ". Việc sử dụng thuật ngữ "Nhà vô địch thế giới" được ghi nhận sớm nhất là vào năm 1845, khi Howard Staunton được mô tả là "Nhà vô địch cờ vua của Anh, hay...nhà vô địch cờ vua thế giới ".

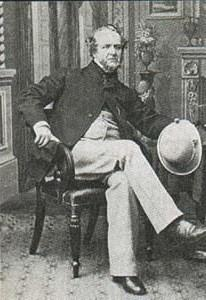
Howard Staunton được coi là kỳ thủ mạnh nhất thế giới trong những năm 1840.

Đề xuất đầu tiên được biết đến về một trận đấu được xác định trước với mục đích công nhận người thắng trận là kỳ thủ giỏi nhất thế giới là của Ludwig Bledow trong một lá thư gửi von der Lasa, được viết vào năm 1846 và được xuất bản trên Deutsche Schachzeitung vào năm 1848: "... Người chiến thắng trong trận chiến ở Paris không nên quá tự hào về vị trí đặc biệt của mình, vì ở Trier, vương miện sẽ được trao lần đầu tiên "(Bledow chết năm 1846 và giải đấu được đề xuất không diễn ra). Vào năm 1850 đến 1851, Giải đấu Quốc tế Luân Đôn 1851 được mô tả rõ ràng là dành cho giải vô địch thế giới bởi ba nhà bình luận: một lá thư từ "một thành viên của Câu lạc bộ Cờ vua Calcutta" (ngày 1 tháng 8 năm 1850) và một người khác từ Đại úy Hugh Alexander Kennedy (ngày tháng 8 năm 1850) Tháng 10 năm 1850) trong tổng hợp thư năm 1850 của Biên niên cờ vua; và Liberty Weekly Tribune ở Missouri (20 tháng 6 năm 1851). Mặc dù Kennedy là thành viên của ban tổ chức giải đấu này, nhưng không có bằng chứng nào cho thấy việc đăng quang một nhà vô địch thế giới là mục tiêu chính thức của giải đấu đó.

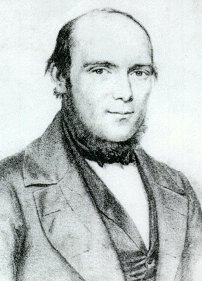
Adolf Anderssen, là một bậc thầy cờ vua hàng đầu trong giữa thế kỷ 19. Sau khi Paul Morphy từ giã cờ vua, ông được coi là kỳ thủ cờ vua mạnh nhất nhờ chiến thắng giải đấu cờ vua London 1862 và đánh bại các bậc thầy cờ vua hàng đầu khác trong các trận đấu.

Adolf Anderssen, người Đức đã giành chiến thắng Giải đấu London năm 1851 và tạo danh tiếng cho Anderssen trở thành cầu thủ hàng đầu trên thế giới. Anderssen đã được mô tả là bậc thầy cờ vua hiện đại đầu tiên. Tuy nhiên, không có bằng chứng nào cho thấy chiến thắng này dẫn đến việc ông được hoan nghênh rộng rãi vào thời điểm là nhà vô địch thế giới, mặc dù vào năm 1893, Henry Bird đã hồi tưởng lại việc trao danh hiệu này cho Anderssen sau chiến thắng của ông tại giải.

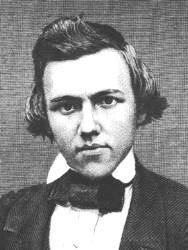
Paul Morphy, một thần đồng cờ vua đến từ Louisiana, Hoa Kỳ, người đã đánh bại tất cả các đối thủ trong sự nghiệp cờ vua ngắn ngủi của mình. Do thành tích đáng kinh ngạc của ông, một trận đấu vô địch thế giới chính thức chỉ được tổ chức sau khi Morphy qua đời.

Bản thân Anderssen đã bị đánh bại với tỷ số chênh lệch trong trận đấu năm 1858 trước Paul Morphy của Mỹ, sau đó Morphy đã được tung hô khắp thế giới chơi cờ với tư cách là nhà vô địch cờ vua thế giới. Morphy đã chơi các trận đấu với một số cầu thủ hàng đầu, và thắng họ dễ dàng. Tuần báo Harper (25 tháng 9 năm 1858) và The American Union (ngày 09 Tháng 10 năm 1858) ca ngợi ông là nhà vô địch thế giới, nhưng một bài viết trong Harper Weekly (ngày 09 Tháng 10 năm 1858; do CH Stanley viết) tỏ ra không chắc chắn về việc có nên mô tả trận đấu Morphy- Harrwitz như một giải vô địch thế giới. Ngay sau giải đó, Morphy đã chấp các quân tốt và nước đi cho tất cả những người thi đấu với ông. Không tìm được đối thủ đồng ý chơi với mình, ông đột ngột rút lui khỏi cờ vua vào năm sau, nhưng nhiều người coi ông là nhà vô địch thế giới cho đến khi ông qua đời vào năm 1884. Việc Morphy rút lui khỏi cờ vua đột ngột dẫn đến việc ông được gọi là "niềm tự hào và nỗi buồn của cờ vua".
Điều này lại khiến Anderssen một lần nữa có thể là kỳ thủ mạnh nhất thế giới, một danh tiếng mà ông đã củng cố bằng cách chiến thắng giải đấu cờ vua London 1862 gồm nhiều đấu thủ mạnh nhất thời đó.
Wilhelm Steinitz đánh bại Anderssen sát nút trong trận đấu năm 1866, mà một số nhà bình luận coi là trận đấu vô địch thế giới "chính thức" đầu tiên. Trận đấu không được tuyên bố là giải vô địch thế giới vào thời điểm đó và chỉ sau cái chết của Morphy năm 1884, một trận đấu như vậy đã được tuyên bố là giải vô địch thế giới, một minh chứng cho sự thống trị của Morphy trong cờ vua (mặc dù ông đã không chơi cờ công khai trong 25 năm). Việc sử dụng thuật ngữ "Nhà vô địch cờ vua thế giới" trong thời đại này rất đa dạng, nhưng có vẻ như Steinitz, ít nhất là trong cuộc sống sau này, đã thống trị thế giới kể từ trận đấu năm 1866 này.
Năm 1878, Johannes Zukertort đã vô địch giải cờ vua Paris 1878 (mặc dù Steinitz không tham dự), và sau đó đã thắng giải cờ vua London 1883 với chênh lệch 3 điểm đầy thuyết phục so với những kỳ thủ còn lại, trước gần như mọi kỳ thủ hàng đầu trên thế giới, bao gồm cả Steinitz. Giải đấu này đã đưa Steinitz và Zukertort là hai kỳ thủ giỏi nhất thế giới, và dẫn đến trận đấu Giải vô địch cờ vua thế giới đầu tiên giữa hai người này, Giải vô địch cờ vua thế giới 1886. Trận đấu này đã kết thúc với phần thắng thuộc về Steinitz, mặc dù không được bất kỳ cơ quan chính thức nào bảo trợ, vẫn được công nhận là trận đấu Giải vô địch cờ vua thế giới chính thức đầu tiên, với Steinitz là nhà vô địch thế giới chính thức đầu tiên của môn cờ vua.
Graham Burgess liệt kê Philidor, de la Bourdonnais, Staunton và Morphy là những kỳ thủ được ca ngợi là các kỳ thủ vĩ đại nhất trong thời đại của họ (Burgess 2000).

### Các nhà vô địch chính thức trước FIDE (1886-1946)
Chức vô địch được tiến hành thường không chính thức trong suốt phần còn lại của thế kỷ 19 và trong nửa đầu của thế kỷ 20: nếu một người chơi nghĩ rằng anh ta đủ mạnh, anh ta (hoặc bạn bè của anh ta) sẽ tìm kiếm sự hỗ trợ tài chính cho trận đấu và gửi lời thách thức tới nhà đương kim vô địch thế giới. Nếu người thách thức thắng, anh sẽ trở thành nhà vô địch mới. Không có hệ thống phân cấp trình độ chính thức. Tuy nhiên, người ta thường coi hệ thống này nói chung là đã tạo ra các nhà vô địch là những kỳ thủ mạnh nhất trong thời đại của họ. Những kỳ thủ giữ danh hiệu vô địch thế giới cho đến Thế chiến II là Steinitz, Emanuel Lasker, José Raúl Capablanca, Alexander Alekhine và Max Euwe, mỗi người trong số họ đánh bại đương kim vô địch trước đó trong một trận đấu.

#### Thời đại của Wilhelm Steinitz

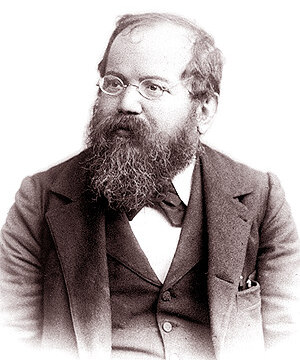
Wilhelm Steinitz thống trị cờ vua từ năm 1866 đến 1894, và triều đại của ông đã nêu ra hầu hết các vấn đề đã ảnh hưởng đến giải vô địch thế giới.

Triều đại của Wilhelm Steinitz đáng chú ý là: đề nghị được ghi nhận đầu tiên rằng một nhà vô địch thế giới có thể bị mất đi danh hiệu nếu từ chối một thách thức đáng tin cậy hoặc do sự vắng mặt kéo dài không thi đấu; ví dụ đầu tiên được ghi nhận về một giải vô địch thế giới bị tranh chấp; cuộc thi thực tế đầu tiên được xác định trước là giải vô địch thế giới (đề xuất năm 1846 của Bledow đã không thành công); nỗ lực đầu tiên để điều chỉnh các cuộc thi đấu giành giải vô địch thế giới; các cuộc tranh luận về việc chức vô địch nên được quyết định bởi một trận đấu (match) hoặc một giải đấu (tournament); và sự khác biệt giữa các ý kiến về thời điểm triều đại của Steinitz bắt đầu từ năm nào, vẫn còn tồn tại cho đến ngày nay.
Không có bằng chứng nào cho thấy Steinitz đã tuyên bố có được danh hiệu vô địch thế giới ngay sau khi giành chiến thắng trước Adolf Anderssen vào năm 1866, mặc dù trong Tạp chí Cờ vua Quốc tế (tháng 9 năm 1887 và tháng 4 năm 1888), ông tuyên bố là nhà vô địch kể từ năm 1866. Có ý kiến cho rằng Steinitz không thể đưa ra yêu sách như vậy trong khi Paul Morphy đang còn sống. Morphy đã đánh bại Anderssen bằng một tỷ số chênh lệch hơn nhiều vào năm 1858, nhưng đã rút lui không thi đấu cờ vua ngay sau khi ông trở về Hoa Kỳ vào năm 1859, và qua đời vào năm 1884. Tài liệu tham khảo sớm nhất về Steinitz với tư cách là nhà vô địch thế giới là trong Chess Chess Chronicle (tháng 10 năm 1872), sau khi ông đánh bại Johannes Zukertort trong trận đấu đầu tiên của họ. Nhưng New York Times (11 tháng 3 năm 1894), Tạp chí Cờ vua Anh (tháng 4 năm 1894) và Emanuel Lasker (Tạp chí Cờ vua Lasker, tháng 5 năm 1908) đã có niên đại từ năm 1866, vào đầu những năm 1950 Reuben Fine cũng bắt chước theo. Mặt khác, nhiều nhà bình luận gần đây đã chia triều đại của Steinitz thành một "không chính thức" trước khi ông đánh bại Zukertort một lần nữa vào năm 1886 và chức vô địch thế giới "chính thức" đầu tiên được tính từ thời điểm đó trở đi; Steinitz đã nhấn mạnh rằng hợp đồng cho trận đấu năm 1886 xác định rõ rằng trận đấu này là "Giải vô địch thế giới" (Chess Monthly, tháng 1 năm 1886).
The Irish Times (ngày 6 tháng 3 năm 1879) lập luận rằng Steinitz đã bị mất danh hiệu vô địch do việc ông vắng mặt kéo dài không thi đấu và do đó Zukertort nên được coi là nhà vô địch. Chess Player's Chronicle (18 tháng 7 năm 1883) đã đưa ra một lập luận phức tạp hơn: các nhà bình luận khác cho rằng Zukertort nên được coi là nhà vô địch vì ông đã thắng một giải đấu lớn (London 1883, với khoảng cách 3 điểm trước Steinitz ); các giải đấu Chronicle nghĩ là một cách không đáng tin cậy để quyết định chức vô địch và chiến thắng của Steinitz trong các trận đấu đã khiến ông có được uy tín tốt hơn; nhưng, nếu Zukertort là nhà vô địch, ông sẽ bị mất danh hiệu nếu ông từ chối một lời thách đấu, đặc biệt là từ một người thách thức có liên quan đến Steinitz, và trong trường hợp đó, danh hiệu vô địch thế giới sẽ trở lại với Steinitz.
Năm 1887, Đại hội cờ vua Mỹ bắt đầu xây dựng các quy định cho việc tiến hành các cuộc thi vô địch thế giới trong tương lai. Steinitz ủng hộ nỗ lực này, vì ông nghĩ mình đã trở nên quá già để trở thành nhà vô địch thế giới. Đề xuất được phát triển thông qua nhiều hình thức (như Steinitz đã chỉ ra, một dự án như vậy chưa từng được thực hiện trước đó), và kết quả là giải đấu New York 1889 để chọn một người thách đấu cho Steinitz, giống như các Giải đấu Ứng viên gần đây hơn. Giải đấu đã được tổ chức hợp lệ, nhưng kết quả không hoàn toàn như dự định: Mikhail Chigorin và Max Weiss giành 2 vị trí đầu tiên; trận play-off của họ dẫn đến bốn trận hòa; và không ai trong số hai kỳ thủ muốn chơi một trận đấu với Steinitz - Chigorin vừa thua Steinitz, và Weiss muốn quay lại làm việc cho Ngân hàng Rothschild. Kỳ thủ đứng thứ ba Isidore Gunsberg đã chuẩn bị để đấu với Steinitz để tranh danh hiệu vô địch thế giới ở New York, và Steinitz đã thắng trận đấu này vào năm 1890-91. Thí nghiệm này không được lặp lại và trận đấu năm 1894 trong đó Steinitz để mất danh hiệu vô địch của mình là một sự sắp xếp riêng tư giữa các kỳ thủ.

#### Lasker (1894-1921)

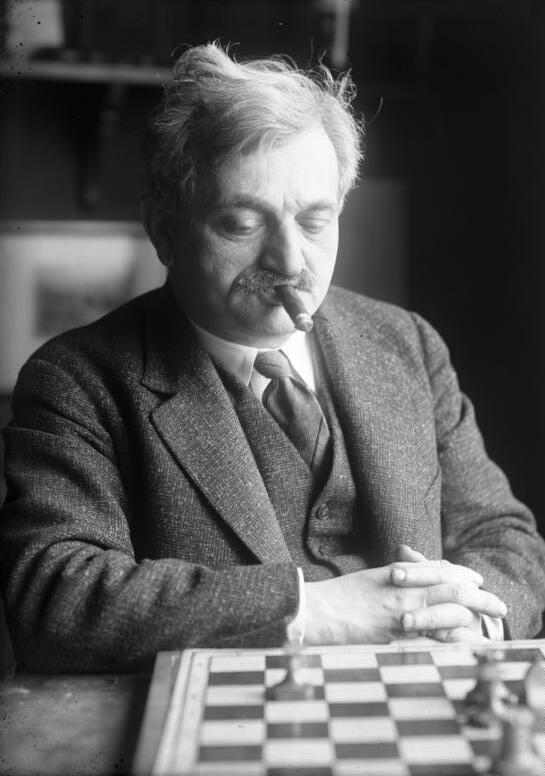
Emanuel Lasker là nhà vô địch thế giới trong 27 năm liên tiếp từ 1894 đến 1921, triều đại dài nhất của một nhà vô địch thế giới. Trong thời gian đó, ông đã chơi 7 trận tranh chức vô địch thế giới.

Lasker là nhà vô địch đầu tiên sau Steinitz; mặc dù ông không bảo vệ danh hiệu của mình vào năm 1897, 1901 hoặc 1911-1920, ông đã có một chuỗi các chiến thắng ấn tượng trong các giải đấu vô địch thế giới và đè bẹp các đối thủ của mình. Thành công của Lasker chủ yếu là do ông là một kỳ thủ thực tế xuất sắc. Ở những thế cờ khó khăn hoặc gần như thua chắc chắn, Lasker sẽ làm phức tạp vấn đề và sử dụng khả năng chiến thuật phi thường của mình để cứu vãn ván cờ. Ông giữ danh hiệu từ năm 1894 đến 1921, triều đại dài nhất (27 năm) của bất kỳ nhà vô địch cờ vua nào. Trong giai đoạn đó, ông đã bảo vệ thành công danh hiệu này trong các trận đấu một chiều với Steinitz, Frank Marshall, Siegbert Tarrasch và Dawid Janowski, và chỉ bị đe dọa nghiêm trọng trong trận đấu năm 1910 với Carl Schlechter.
Các cuộc đàm phán của Lasker cho các trận đấu giành danh hiệu từ năm 1911 trở đi là vô cùng gây tranh cãi. Năm 1911, ông đã nhận được lời thách đấu cho một trận đấu danh hiệu thế giới với Jose Raúl Capablanca và, ngoài việc đưa ra những yêu cầu tài chính khắt khe, ông còn đề xuất một số điều kiện mới lạ: trận đấu nên được xem xét là hòa nếu không có kỳ thủ nào kết thúc trận đấu với thắng lợi chênh ít hơn 2 ván; và trận đấu sẽ có tối đa 30 ván đấu, nhưng sẽ kết thúc nếu một trong hai người chơi thắng sáu trận và dẫn trước 2 ván (các trận đấu trước đã coi kỳ thủ là giành chiến thắng nếu họ thắng một số lượng ván đấu nhất định, thường là 10; theo lý thuyết là một trận đấu như vậy có thể kéo dài mãi mãi). Capablanca phản đối điều khoản phải thắng với tỷ số chênh tối thiểu hai ván; Lasker đã tỏ ra khó chịu với các điều khoản trong đó Capablanca chỉ trích điều kiện phải thắng chênh 2 ván mới được coi là người chiến thắng và ngừng đàm phán.
Tranh cãi tiếp tục nảy sinh khi vào năm 1912, các điều khoản của Lasker cho một trận đấu được đề xuất với Akiba Rubinstein bao gồm một điều khoản, nếu Lasker từ bỏ danh hiệu vô địch thế giới sau khi ngày trận đấu được ấn định, thì Rubinstein sẽ trở thành nhà vô địch thế giới (American Chess Bulletin, tháng 10 năm 1913). Khi nối lại đàm phán với Capablanca sau Thế chiến I, Lasker đã nhấn mạnh một điều khoản tương tự rằng nếu Lasker từ bỏ danh hiệu này sau khi trận đấu được ấn định ngày thi đấu, Capablanca sẽ trở thành nhà vô địch thế giới. Vào ngày 27 tháng 6 năm 1920 Lasker thoái vị ủng hộ Capablanca vì những chỉ trích công khai về các điều khoản cho trận đấu, đưa Capablanca trở thành người kế vị của ông (American Chess Bulletin, tháng 7 năm 1920). Một số nhà bình luận đã đặt câu hỏi về quyền của Lasker đưa Capablanca làm người kế vị của mình (Tạp chí Cờ vua Anh, tháng 8 năm 1920; Dân chủ và Biên niên ký của trường); Amos Burn đưa ra sự phản đối tương tự nhưng hoan nghênh sự từ bỏ danh hiệu của Lasker (The Field, 3 tháng 7 năm 1920). Capablanca lập luận rằng, nếu nhà vô địch thoái vị, danh hiệu phải thuộc về người thách đấu vì mọi sự sắp xếp khác sẽ không công bằng với người thách đấu (Tạp chí Cờ vua Anh, tháng 10 năm 1922). Tuy nhiên, Lasker đã đồng ý chơi một trận đấu với Capablanca năm 1921, thông báo rằng, nếu ông thắng, ông sẽ từ bỏ danh hiệu để các kỳ thủ trẻ có thể cạnh tranh giành lấy nó ("Dr Lasker and the Championship" trong Bản tin cờ vua Mỹ, tháng 9 năm 1920). Capablanca đã thắng trận đấu năm 1921 giữa hai người một cách dễ dàng.

#### Capablanca, Alekhine và Euwe (1921-1946)

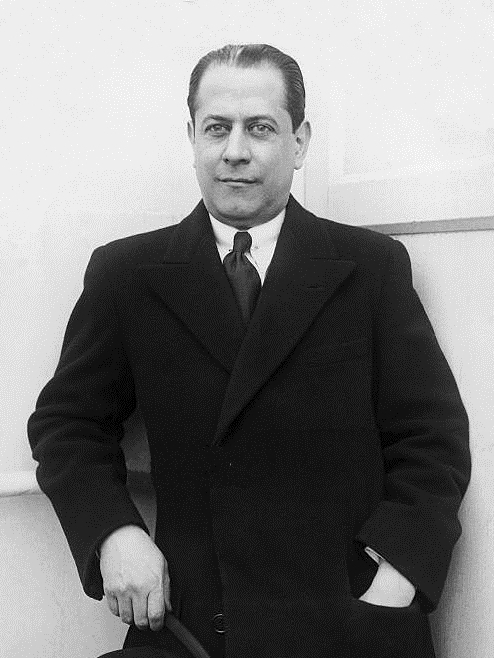
Jose Raúl Capablanca trị vì là nhà vô địch thế giới từ năm 1921 đến 1927. Ông đề xuất "Quy tắc Luân Đôn" trong một giai đoạn ngắn ngủi cho các trận đấu Giải vô địch thế giới trong tương lai.

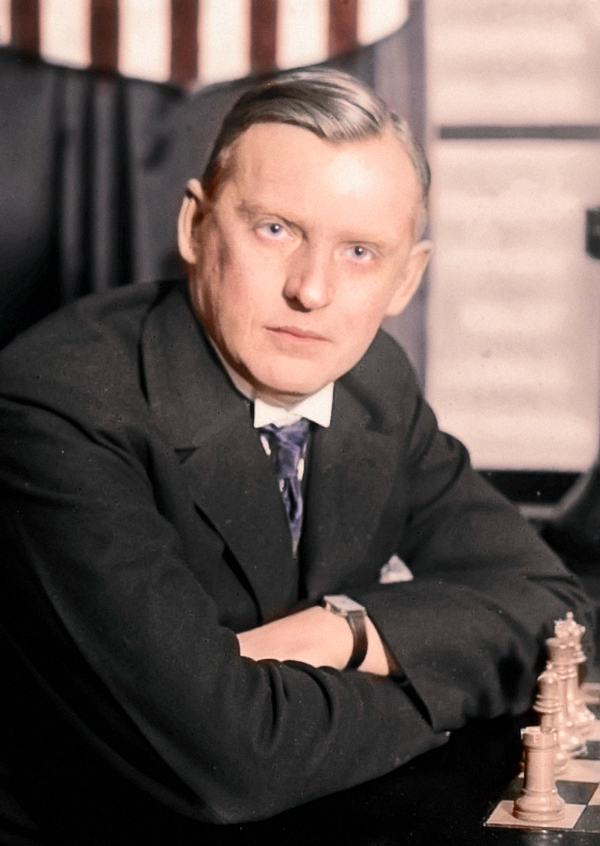
Alexander Alekhine, kỳ thủ năng động và giàu trí tưởng tượng, là nhà vô địch thế giới từ năm 1927 đến năm 1935 và một lần nữa từ năm 1937 đến khi qua đời năm 1946. Ông là nhà vô địch thế giới duy nhất chết đi trong khi đang giữ danh hiệu.

Sau khi thất bại trong nỗ lực đàm phán danh hiệu đầu tiên với Lasker (1911), Capablanca đã soạn thảo các quy tắc cho việc thực hiện các thách thức danh hiệu vô địch trong tương lai, được các cầu thủ hàng đầu khác tại giải đấu Saint Petersburg 1914, bao gồm cả Lasker, và được chấp thuận tại Đại hội Mannheim vào cuối năm đó. Những điểm chính là: nhà vô địch phải sẵn sàng bảo vệ danh hiệu của mình mỗi năm một lần; trận đấu nên được cho là thắng khi bất kỳ kỳ thủ nào thắng sáu hoặc tám ván trước (nhà vô địch có quyền lựa chọn); và số tiền đặt cược phải ít nhất là 1.000 bảng (trị giá khoảng 347.000 bảng hoặc 700.000 đô la Mỹ vào năm 2006 ).
Sau những tranh cãi xung quanh trận đấu năm 1921 của ông với Lasker, năm 1922, nhà vô địch thế giới Capablanca đã đề xuất "Điều lệ Luân Đôn": người chơi đầu tiên thắng sáu ván sẽ thắng trận đấu; ván đấu sẽ được giới hạn trong 5 giờ; giới hạn thời gian sẽ là 40 nước đi trong 2 tiếng rưỡi đầu tiên; nhà vô địch phải bảo vệ danh hiệu của mình trong vòng một năm sau khi nhận được lời thách đấu từ một kỳ thủ bậc thầy được công nhận; nhà vô địch sẽ quyết định ngày của trận đấu; nhà vô địch không bắt buộc phải chấp nhận thách đấu nếu số tiền đặt cược dưới 10.000 đô la Mỹ (trị giá khoảng 349.000 đô la vào năm 2006 ); 20% số tiền sẽ được trả cho người giữ danh hiệu và phần còn lại được chia theo tỷ lệ: 60% sẽ thuộc về người chiến thắng trong trận đấu và 40% cho người thua; các đấu thầu số tiền thưởng cao nhất phải được chấp nhận. Alekhine, Bogoljubov, Maróczy, Réti, Rubinstein, Tartakower và Vidmar đã ngay lập tức ký đồng ý điều lệ này.
Trận đấu duy nhất được chơi theo các quy tắc đó là trận Capablanca đấu Alekhine vào năm 1927, mặc dù đã có suy đoán rằng hợp đồng thực tế có thể bao gồm một điều khoản "dẫn trước hai ván". Alekhine, Rubinstein và Nimzowitsch đều đã thách đấu Capablanca vào đầu những năm 1920 nhưng chỉ Alekhine mới có thể đưa ra đủ số tiền 10.000 USD mà Cap Cap yêu cầu và chỉ trong năm 1927. Capablanca đã thua một cách hết sức bất ngờ trước kẻ thách thức mới này. Trước trận đấu, hầu như không ai tin rằng Alekhine có cơ hội chống lại kỳ thủ người Cuba đang thống trị, nhưng Alekhine đã vượt qua kỹ năng tự nhiên của Capablanca bằng nỗ lực vô song và sự chuẩn bị trước sâu rộng (đặc biệt là phân tích khai cuộc sâu, trở thành một dấu ấn của hầu hết các đại kiện tướng trong tương lai). Tính cầu chiến của Alekhine kỹ năng chiến thuật của anh hỗ trợ, làm phức tạp các ván đấu với Capablanca.
Ngay sau khi giành chiến thắng, Alekhine tuyên bố rằng anh ta sẵn sàng cho Capablanca một trận đấu phục thù với điều kiện Capablanca đáp ứng các yêu cầu của "Quy tắc Luân Đôn". Các cuộc đàm phán giữa 2 người kéo dài trong vài năm, thường bị phá vỡ khi thỏa thuận gần như thành công. Alekhine dễ dàng giành chiến thắng hai trận đấu giành danh hiệu trước Efim Bogoljubov vào năm 1929 và 1934.
Năm 1935, Alekhine bất ngờ bị Max Euwe, một kỳ thủ nghiệp dư với nghề chính là giáo viên dạy toán học đánh bại. Alekhine đã thắng một cách thuyết phục trong trận tái đấu năm 1937. Chiến tranh thế giới thứ hai tạm thời ngăn việc tổ chức bất kỳ trận đấu danh hiệu thế giới nào sau đó, và Alekhine vẫn là nhà vô địch thế giới cho đến khi ông qua đời năm 1946.

#### Tài chính
Trước năm 1948, các trận đấu vô địch thế giới được tài trợ bằng các thỏa thuận tương tự như Emanuel Lasker thực hiện cho trận đấu năm 1894 của ông với Wilhelm Steinitz: hoặc người thách đấu hoặc cả hai kỳ thủ, với sự hỗ trợ của những người tài trợ về tài chính, sẽ đóng góp vào một tài khoản chung; khoảng một nửa sẽ được phân phối cho những người ủng hộ người chiến thắng và người chiến thắng sẽ nhận được phần còn lại lớn hơn (những người ủng hộ người thua cuộc sẽ không được gì). Các cầu thủ phải đáp ứng chi phí đi lại, ăn ở, thức ăn và các chi phí khác từ phần tiền được chia của họ. Hệ thống này đã phát triển từ việc đặt cược các khoản tiền nhỏ trong các trận đấu ở cấp câu lạc bộ vào đầu thế kỷ 19.
Cho đến và bao gồm cả trận đấu Steinitz năm 1894, cả hai kỳ thủ, với những người ủng hộ, thường đóng góp như nhau vào tài khoản chung, theo phong tục của các trận đấu quan trọng trong thế kỷ 19 trước khi có một nhà vô địch thế giới thường được công nhận. Ví dụ: số tiền đặt cược là 100 bảng mỗi bên trong cả trận đấu Staunton vs Saint-Amant lần thứ hai (Paris, 1843) và trận đấu giữa Anderssen vs Steinitz (London, 1866); Steinitz và Zukertort đã chơi trận đấu năm 1886 với giá đặt cược 400 bảng mỗi bên. Lasker đã giới thiệu việc yêu cầu người thách thức phải cung cấp toàn bộ số tiền cược, và những người kế nhiệm của Lasker đã theo gương của ông cho đến Thế chiến II. Yêu cầu này làm cho việc sắp xếp các trận đấu vô địch thế giới trở nên khó khăn hơn, ví dụ: Marshall thách đấu Lasker vào năm 1904 nhưng không thể kiếm đủ tiền cược mãi cho đến năm 1907; vào năm 1911 Lasker và Rubinstein đã đồng ý về nguyên tắc cho một trận đấu vô địch thế giới, nhưng trận đấu này không bao giờ được chơi vì Rubinstein không thể kiếm đủ số tiền. Đầu những năm 1920, Alekhine, Rubinstein và Nimzowitsch đều thách thức Capablanca, nhưng chỉ Alekhine mới có thể kiếm đủ 10.000 đô la Mỹ mà Capablanca yêu cầu, và mãi đến năm 1927 Alekhine mới kiểm đủ số tiền.

### Danh hiệu của FIDE (1948-1993)

#### FIDE, Euwe và AVRO
Nỗ lực thành lập một liên đoàn cờ vua quốc tế đã được thực hiện tại thời điểm các giải đấu St. Petersburg năm 1914, Mannheim 1914 và Gothenburg 1920. Vào ngày 20 tháng 7 năm 1924, những người tham gia tại giải đấu Paris đã thành lập FIDE như một dạng Hiệp hội của các kỳ thủ.
Các đại hội của FIDE năm 1925 và 1926 bày tỏ mong muốn được tham gia quản lý giải vô địch thế giới. FIDE phần lớn hài lòng với "Quy tắc Luân Đôn", nhưng tuyên bố rằng yêu cầu về số tiền đặt cược 10.000 đô la là không thể thực hiện được và kêu gọi Capablanca đi đến thỏa thuận với các kỳ thủ hàng đầu để sửa đổi Quy tắc. Vào năm 1926, FIDE đã quyết định về nguyên tắc để tạo ra một danh hiệu song song của "Nhà vô địch của FIDE" và, vào năm 1928, đã thông qua trận đấu Bogoljubow - Euwe 1928 sau đó (Bogoljubow thắng) như là một "chức vô địch của FIDE". Alekhine đã đồng ý đặt các trận đấu vô địch thế giới trong tương lai dưới sự bảo trợ của FIDE, ngoại trừ việc ông sẽ chỉ chơi với Capablanca trong cùng điều kiện đã áp dụng cho trận đấu của họ vào năm 1927. Mặc dù FIDE muốn thiết lập một trận đấu "hợp nhất" giữa Alekhine và Bogoljubow, nhưng không có kết quả và danh hiệu "Nhà vô địch của FIDE" lặng lẽ biến mất sau khi Alekhine giành chiến thắng trong trận tranh chức vô địch thế giới năm 1929 mà anh ta và Bogoljubow đã tự sắp xếp.

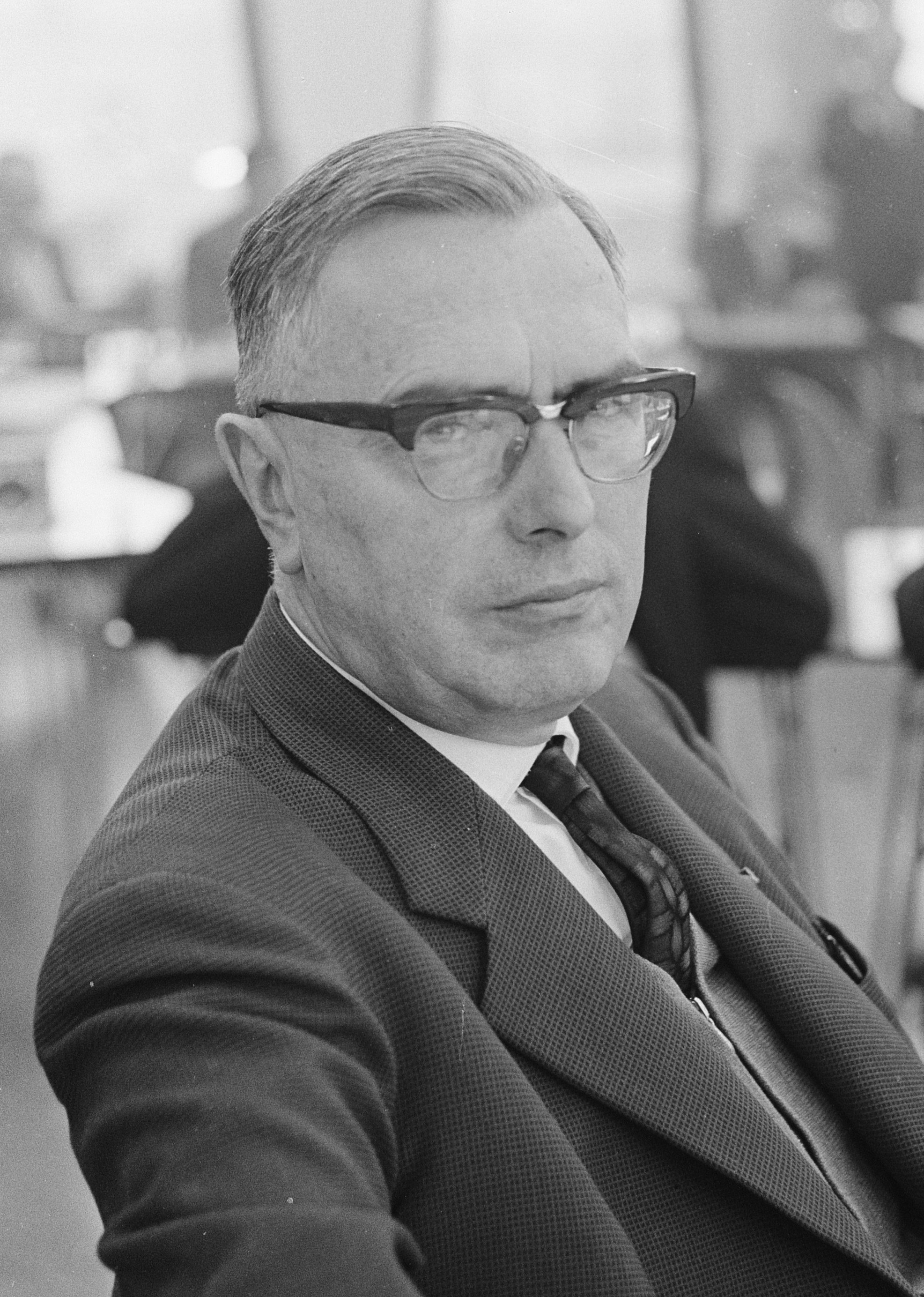
Max Euwe trở thành nhà vô địch thế giới khi đánh bại Alexander Alekhine vào năm 1935 nhưng thua trận tái đấu năm 1937.

Trong khi đàm phán trận tái đấu Giải vô địch thế giới năm 1937 với Alekhine, Euwe đề nghị rằng nếu ông giữ lại danh hiệu thì FIDE nên quản lý việc đề cử những người thách đấu trong tương lai và tiến hành các trận đấu vô địch. Từ năm 1935 FIDE đã cố gắng để đưa ra các quy tắc về cách lựa chọn những người thách đấu và các đề xuất khác nhau của nó ủng hộ lựa chọn của một số Ủy ban. Trong khi các Ủy ban này đang tranh luận về thủ tục vào năm 1937 và Alekhine và Euwe đang chuẩn bị cho trận tái đấu vào cuối năm đó, Liên đoàn Cờ vua Hoàng gia Hà Lan đã đề xuất rằng một siêu giải đấu (AVRO) của các cựu vô địch và các ngôi sao đang lên nên được tổ chức để chọn ra người thách đấu tiếp theo. FIDE đã từ chối đề xuất này và trong lần thử thứ hai, họ đã đề cử Salo Flohr là người thách đấu chính thức. Sau đó, Euwe tuyên bố rằng: nếu ông giữ được danh hiệu của mình trước Alekhine, ông sẽ chuẩn bị thi đấu với Flohr vào năm 1940 nhưng Euwe có quyền sắp xếp một trận đấu danh hiệu vào năm 1938 hoặc 1939 với Jose Raúl Capablanca, người đã mất danh hiệu vô địch về tay Alekhine vào năm 1927; Nếu Euwe mất danh hiệu của mình trước Capablanca thì quyết định của FIDE sẽ được tuân theo và Capablanca sẽ phải thi đấu với Flohr vào năm 1940. Hầu hết các nhà báo và kỳ thủ đều ủng hộ mạnh mẽ đề xuất siêu giải đấu của Hà Lan và phản đối các quy trình của Ủy ban được FIDE ủng hộ. Trong khi sự rối rắm này còn chưa được giải quyết: Euwe lại để mất danh hiệu của mình vào tay Alekhine; giải đấu AVRO năm 1938 đã có nhà vô địch là Paul Keres theo luật tiebreak, với Reuben Fine xếp thứ hai và Capablanca và Flohr ở vị trí thấp nhất; và sự bùng nổ của Thế chiến II năm 1939 đã làm cuộc tranh cãi ngưng lại.

#### Sự ra đời của chu kỳ vô địch thế giới của FIDE (1946-1948)
Trước năm 1946, một nhà vô địch thế giới mới sẽ giành được danh hiệu bằng cách đánh bại nhà vô địch cũ trong một trận đấu. Cái chết của Alexander Alekhine vào năm 1946 đã tạo ra một giai đoạn chuyển tiếp khiến cho thủ tục thi đấu bình thường không thể thực hiện được. Tình hình rất bối rối, với nhiều người chơi và nhà bình luận đưa ra các giải pháp khác nhau. FIDE thấy rất khó khăn để tổ chức các cuộc thảo luận ban đầu về cách giải quyết vấn đề này vì vấn đề tiền bạc và đi lại ngay sau khi Thế chiến II kết thúc đã ngăn cản nhiều quốc gia cử đại diện tham gia thi đấu. Việc thiếu thông tin rõ ràng dẫn đến các tạp chí có trách nhiệm khác tạo ra các tin đồn và đoán mò, điều này chỉ làm cho tình hình thêm rối loạn. Việc Liên Xô từ chối tham gia FIDE từ lâu đã càng làm tình huống thêm phức tạp và đến thời điểm này, rõ ràng khoảng một nửa các ứng cử viên đáng tin cậy là công dân Liên Xô. Nhưng Liên Xô nhận ra rằng họ không thể bỏ qua các cuộc thảo luận về danh hiệu vô địch thế giới còn đang bị bỏ trống, và năm 1947 đã gửi một bức điện xin lỗi vì sự vắng mặt của các đại diện Liên Xô và yêu cầu Liên Xô phải được đại diện trong các Ủy ban FIDE trong tương lai. 

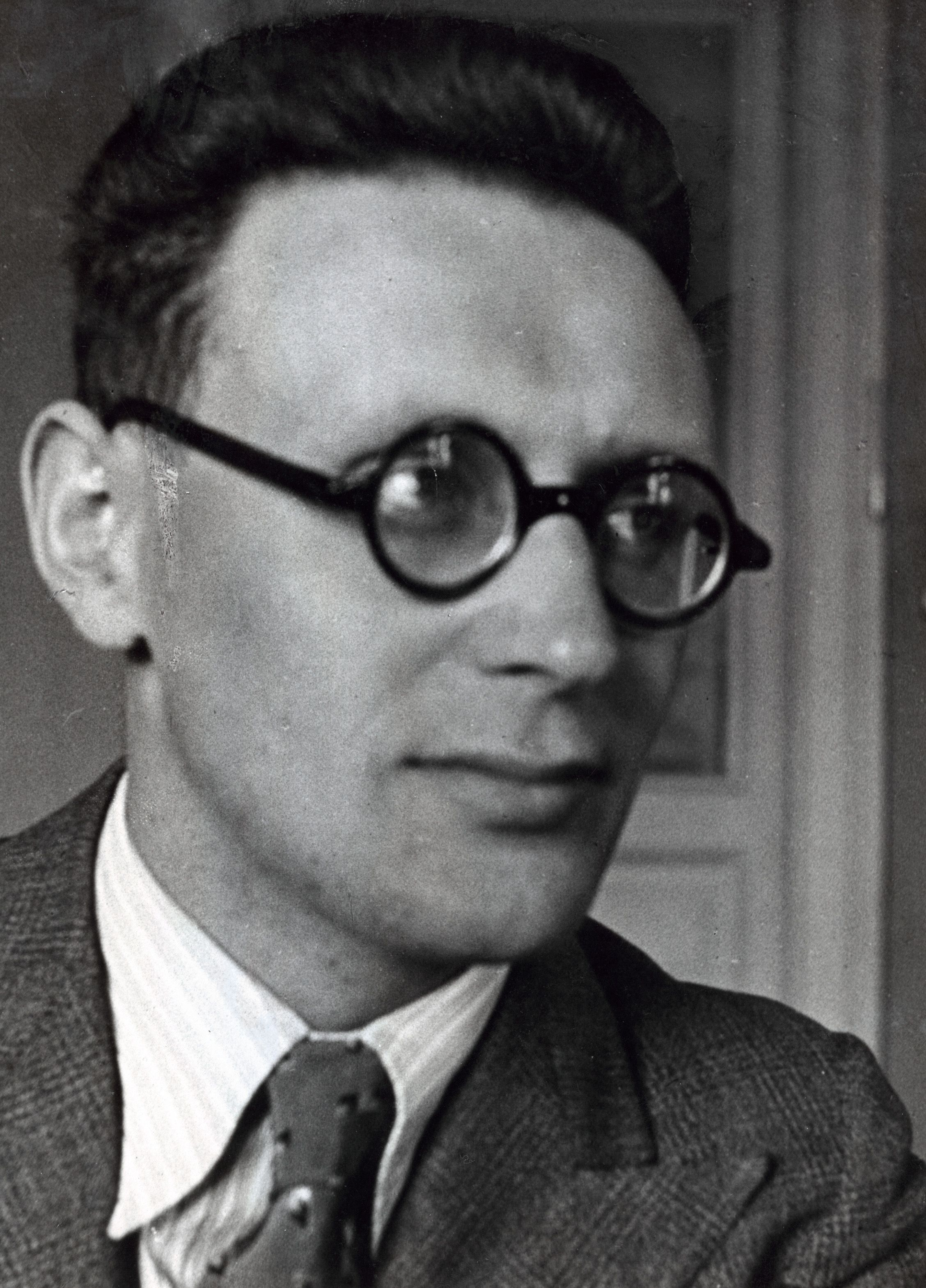
Mikhail Botvinnik là nhà vô địch thế giới đầu tiên dưới sự tổ chức của FIDE.

Giải pháp cuối cùng rất giống với đề xuất ban đầu của FIDE và một đề xuất do Liên Xô đưa ra (tác giả Mikhail Botvinnik). Giải đấu AVRO năm 1938 được sử dụng làm cơ sở cho Giải đấu vô địch năm 1948. Giải đấu AVRO lần này đã quy tụ tám cầu thủ, với đánh giá của công chúng, là những kỳ thủ giỏi nhất thế giới lúc bấy giờ. Hai trong số những người tham gia tại AVRO - Alekhine và cựu vô địch thế giới Jose Raúl Capablanca - đã chết; nhưng FIDE đã quyết định rằng giải vô địch sẽ được trao cho người chiến thắng trong một giải đấu vòng tròn trong đó sáu kỳ thủ thi đấu tại AVRO sẽ chơi bốn trận đấu với nhau. Những kỳ thủ này là: Max Euwe, đến từ Hà Lan; Botvinnik, Paul Keres và Salo Flohr từ Liên Xô; và Reuben Fine và Samuel Reshevsky từ Hoa Kỳ. Tuy nhiên, FIDE sớm chấp nhận yêu cầu của Liên Xô cho Vasily Smyslov thay thế Flohr, và Fine đã bỏ giải để tiếp tục học văn bằng tâm lý học, vì vậy chỉ có năm kỳ thủ thi đấu. Botvinnik đã chiến thắng giải này một cách thuyết phục và do đó trở thành nhà vô địch thế giới, chấm dứt giai đoạn chức vô địch bị bỏ trống.
Các đề xuất dẫn đến Giải đấu vô địch năm 1948 cũng chỉ định quy trình theo đó những người thách đấu cho Giải vô địch thế giới sẽ được chọn trong chu kỳ ba năm: các quốc gia liên kết với FIDE sẽ gửi người chơi đến Giải đấu vùng (zonal) (số lượng thay đổi tùy theo số lượng đủ tốt người chơi mỗi quốc gia đã có); những người chơi giành được vị trí cao nhất trong số này sẽ tham gia Giải đấu liên vùng (interzonal) (sau đó chia thành hai và sau đó là ba giải đấu khi số lượng quốc gia và người chơi đủ điều kiện tăng ); những người chơi có thứ hạng cao nhất từ giải Interzonal sẽ thi đấu trong Giải đấu Ứng viên, cùng với bất kỳ ai thua trong trận đấu tranh danh hiệu vô địch thế giới trước đó và là đối thủ thứ hai trong Giải đấu Ứng viên trước đó ba năm trước đó; và người chiến thắng trong các ứng cử viên mà đã chơi một trận đấu giành danh hiệu với nhà vô địch. Cho đến năm 1962, bao gồm Giải đấu Ứng viên là một giải đấu vòng tròn nhiều chu kỳ - làm thế nào và tại sao nó được thay đổi sẽ được mô tả ở dưới đây.

#### Hệ thống FIDE (1949-1963)
Hệ thống FIDE tuân theo thiết kế năm 1948 của nó qua năm chu kỳ: 1948–1951, 1951–1954, 1954–1957, 1957–1960 và 1960–1963. Hai giải vô địch thế giới đầu tiên theo hệ thống này đã có tỷ số hòa 12-12 - Botvinnik-Bronstein năm 1951 và Botvinnik-Smyslov năm 1954 - vì vậy Botvinnik đã được giữ lại danh hiệu vô địch thế giới cả hai lần.
Năm 1956, FIDE đã giới thiệu hai thay đổi nhỏ mà đại kiện tướng Liên Xô và quan chức cờ vua Yuri Averbakh bị cáo buộc là do hai đại diện của Liên Xô trong FIDE, là bạn bè cá nhân của nhà đương kim vô địch Mikhail Botvinnik. Một nhà vô địch bị đánh bại sẽ có quyền chơi trận đấu phục thù. FIDE cũng giới hạn số lượng người chơi từ cùng một quốc gia có thể tham gia Giải đấu Ứng viên, với lý do điều này sẽ làm giảm sự thống trị của Liên Xô trong giải đấu. Averbakh tuyên bố rằng đây là lợi thế của Botvinnik vì nó làm giảm số lượng người chơi Liên Xô mà anh ta có thể phải gặp trong trận đấu tranh danh hiệu. Botvinnik thua Vasily Smyslov năm 1957 nhưng thắng trận tái đấu năm 1958, và thua Mikhail Tal năm 1960 nhưng thắng trận tái đấu năm 1961. Do đó, Smyslov và Tal từng giữ danh hiệu thế giới trong một năm, nhưng Botvinnik là nhà vô địch thế giới trong thời gian còn lại từ 1948 đến 1963.
Điều khoản trận tái đấu không được áp dụng cho chu kỳ 1963. Tigran Petrosian đã giành được vị thế người thách đấu vào năm 1962 và sau đó đánh bại Botvinnik vào năm 1963 để trở thành nhà vô địch thế giới mới.

#### Hệ thống FIDE (1963-1975)
Sau khi các ứng cử viên năm 1962, Bobby Fischer công khai cáo buộc rằng Liên Xô đã thông đồng để ngăn chặn bất kỳ kỳ thủ nào không phải người Liên Xô - cụ thể là ông - chiến thắng. Ông tuyên bố rằng Petrosian, Efim Geller và Paul Keres đã chuẩn bị trước để hòa tất cả các ván đấu giữa họ, và Korchnoi đã được chỉ định phải thua 4 kỳ thủ trên. Yuri Averbakh, lãnh đội đội Xô Viết, đã xác nhận vào năm 2002 rằng Petrosian, Geller và Keres đã sắp xếp để hòa tất cả các ván đấu giữa họ để tiết kiệm năng lượng nhằm tập trung vào các ván đấu chống lại những kỳ thủ không phải người Liên Xô, và phân tích thống kê vào năm 2006 đồng ý với ý kiến này. Một thí sinh khác, Pal Benko, tuyên bố rằng vào cuối giải đấu Petrosian và Geller, vốn là bạn bè, đã giúp Benko phân tích trận đấu được hoãn lại của Belko với Keres, người là mối đe dọa chính đối với Petrosian. Korchnoi, kỳ thủ đào thoát khỏi Liên Xô năm 1976, chưa bao giờ nói rằng ông bị buộc phải thua các trận đấu trên. FIDE đã trả lời bằng cách thay đổi định dạng của các Giải đấu Ứng viên trong tương lai để loại bỏ khả năng thông đồng.
Bắt đầu trong chu kỳ tiếp theo, 1963-1966, hình thức thi đấu theo giải đấu vòng tròn đã được thay thế bằng một loạt các trận đấu loại trực tiếp. Ban đầu, tứ kết và bán kết là các giải đấu 10 trận, và trận chung kết là giải đấu 12 trận. Tuy nhiên, Fischer đã từ chối tham gia vào chu kỳ năm 1966 và rời khỏi chu kỳ 1969 sau một cuộc tranh cãi tại giải đấu Interzonal năm 1967 ở Sousse. Cả hai chu kỳ ứng cử viên này đều đưa ra người thách đấu là Boris Spassky. Spassky đã thua trận đấu với Petrosian năm 1966, nhưng đã chiến thắng và trở thành nhà vô địch thế giới vào năm 1969.

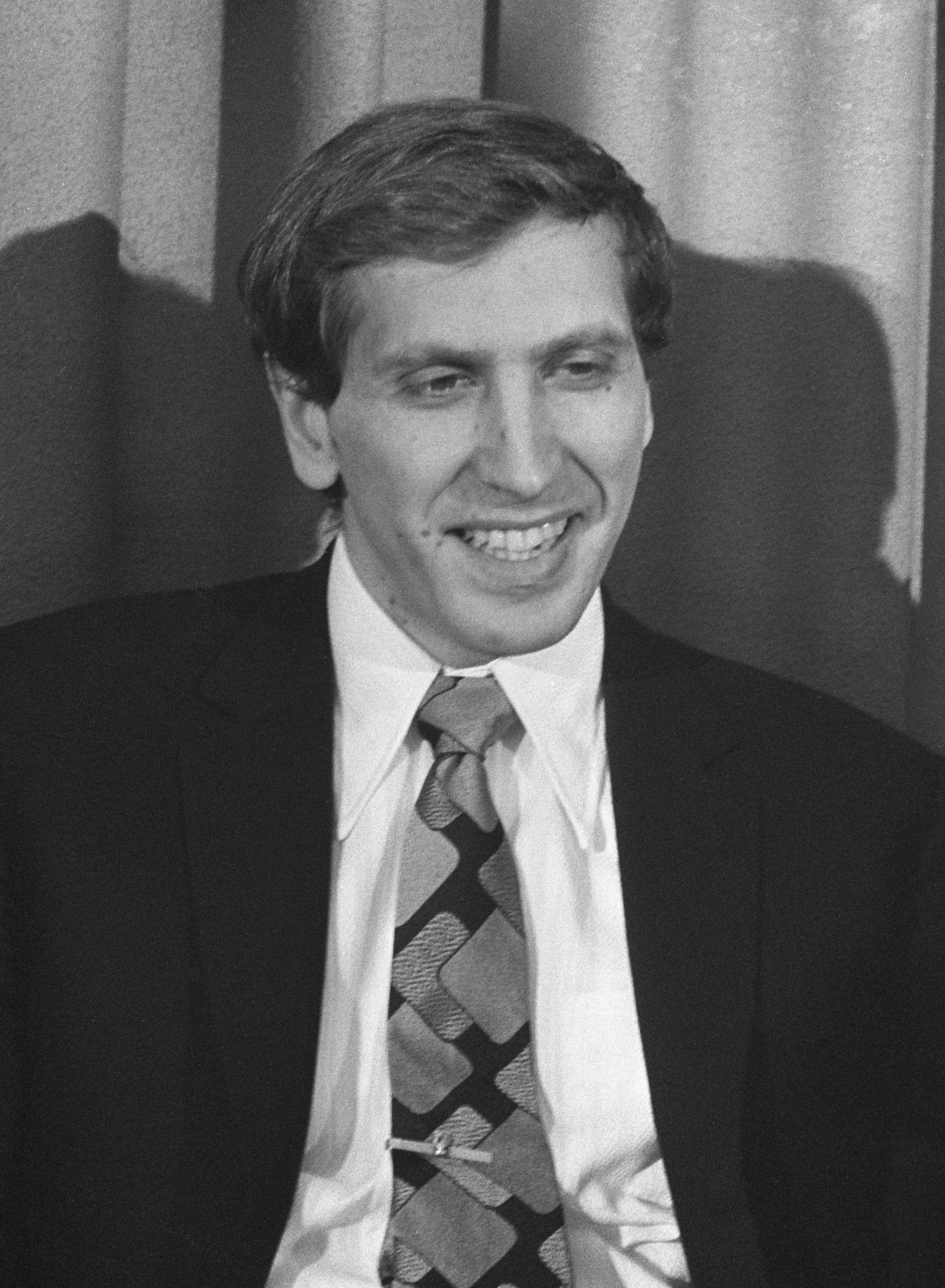
Fischer ở Amsterdam gặp gỡ các quan chức FIDE năm 1972. Triều đại của ông với tư cách là nhà vô địch thế giới đã kết thúc 24 năm thống trị của Liên Xô trong Giải vô địch cờ vua thế giới. Sau khi trở thành nhà vô địch thế giới, Fischer đã không chơi cờ vua trong 20 năm.

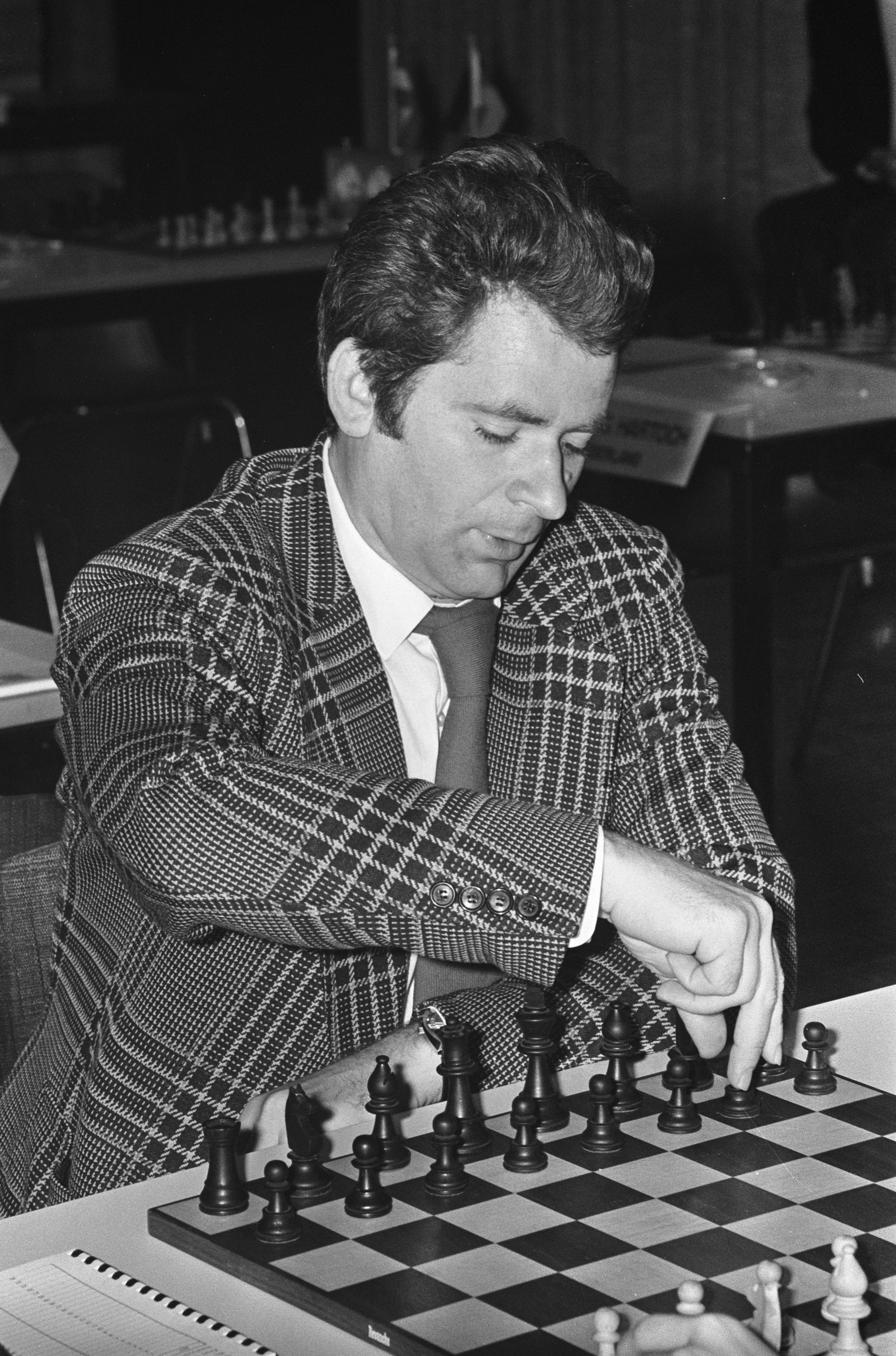
Spassky, đã chơi một trận tranh đai vô địch thế giới với Fischer, được mệnh danh là "Trận đấu của thế kỷ".

Trong chu kỳ 1969-1972 Fischer đã gây ra thêm hai cuộc khủng hoảng. Ông từ chối thi đấu tại Giải vô địch Hoa Kỳ năm 1969, đó là giải đấu Zonal. Điều này sẽ loại Fischer khỏi chu kỳ 1969-1972, nhưng Benko đã bị thuyết phục để trao vị trí của mình trong giải Interzonal cho Fischer. Chủ tịch FIDE Max Euwe đã chấp nhận sự điều động này và diễn giải các quy tắc rất linh hoạt để cho phép Fischer tham gia, vì ông cho rằng điều quan trọng đối với uy tín và danh tiếng của cờ vua là để cho Fischer có cơ hội thách thức danh hiệu vô địch thế giới càng sớm càng tốt. Fischer đã đè bẹp tất cả các đối thủ và giành quyền thách thức nhà đương kim vô địch, Boris Spassky. Sau khi đồng ý chơi ở Nam Tư, Fischer đã đưa ra một loạt các phản đối và Iceland cuối cùng đã được chọn. Thậm chí sau đó Fischer còn đưa ra các khó khăn, chủ yếu liên quan đến tiền bạc. Fischer đã nhận được một cuộc gọi từ Bộ trưởng Ngoại giao Hoa Kỳ Henry Kissinger và nhà tài chính Jim Slater đã tăng gấp đôi số tiền thưởng để thuyết phục Fischer thi đấu. Sau một vài ván thua đầu tiên, Fischer đã thắng Spassky với tỷ số 12½–8½.
Do đó, một chuỗi liên tục các nhà vô địch FIDE đã được thiết lập từ năm 1948 đến năm 1972, với mỗi nhà vô địch giành được danh hiệu của mình bằng cách đánh bại đương kim vô địch trước đó. Điều này đã chấm dứt khi Anatoly Karpov giành quyền thách đấu Fischer năm 1975. Fischer phản đối định dạng trận đấu vô địch "tốt nhất trong 24 ván" được sử dụng từ năm 1951 trở đi, tuyên bố rằng nó sẽ khuyến khích bất cứ ai có được vị trí dẫn đầu sẽ đánh hòa các ván còn lại. Thay vào đó, Fischer yêu cầu trận đấu phải được phân định thắng bại với bất cứ ai thắng 10 trận đầu tiên, ngoại trừ nếu điểm số hòa 9-9 thì Fischer vẫn giữ lại ngôi vô địch. Ông lập luận rằng điều này có lợi cho kẻ thách thức hơn lợi thế của nhà vô địch theo hệ thống hiện có, với việc nhà vô địch giữ lại danh hiệu nếu trận đấu hòa với tỷ số 12-12 bao gồm cả các trận hòa. Cuối cùng, FIDE đã phế truất Fischer và trao vương miện cho Karpov là nhà vô địch mới.
Fischer sau đó vẫn tự cho mình là nhà vô địch thế giới.Ông rút lui vào ẩn dật và không chơi cờ ở nơi công cộng nữa cho đến năm 1992, khi Fischer mời Spassky tham gia một trận tái đấu, một lần nữa với tên Giải vô địch thế giới. Trận đấu Fischer đấu Spassky năm 1992 đã thu hút truyền thông rất tốt, nhưng thế giới cờ vua đã không coi trận đấu này là trận đấu giành chức vô địch.

#### Karpov và Kasparov (1975-1993)

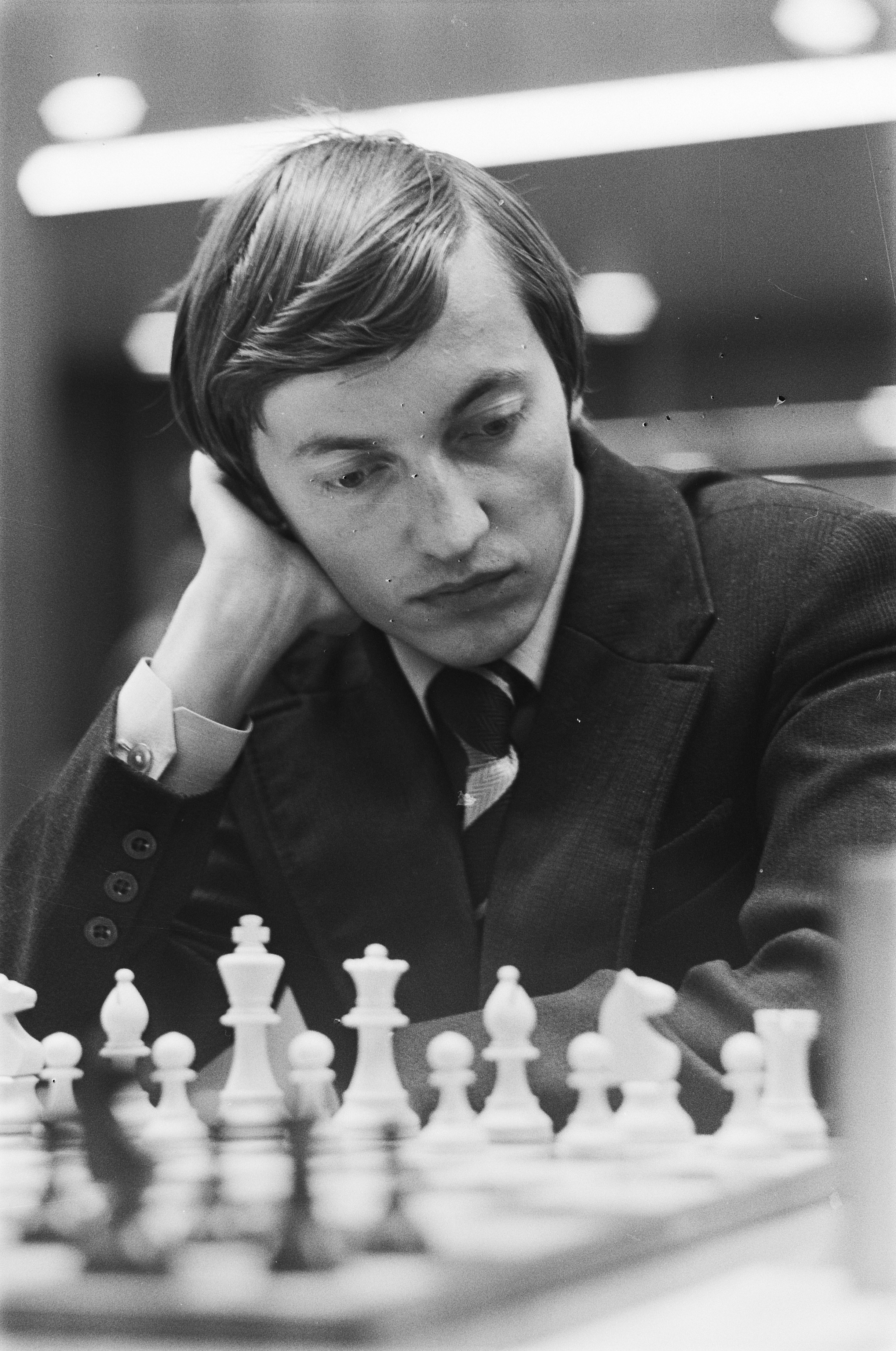
Anatoly Karpov trở thành nhà vô địch thế giới sau khi Fischer từ chối bảo vệ danh hiệu của mình. Là nhà vô địch thế giới từ năm 1975 đến 1985, ông chơi một kiểu cờ vua không có rủi ro.

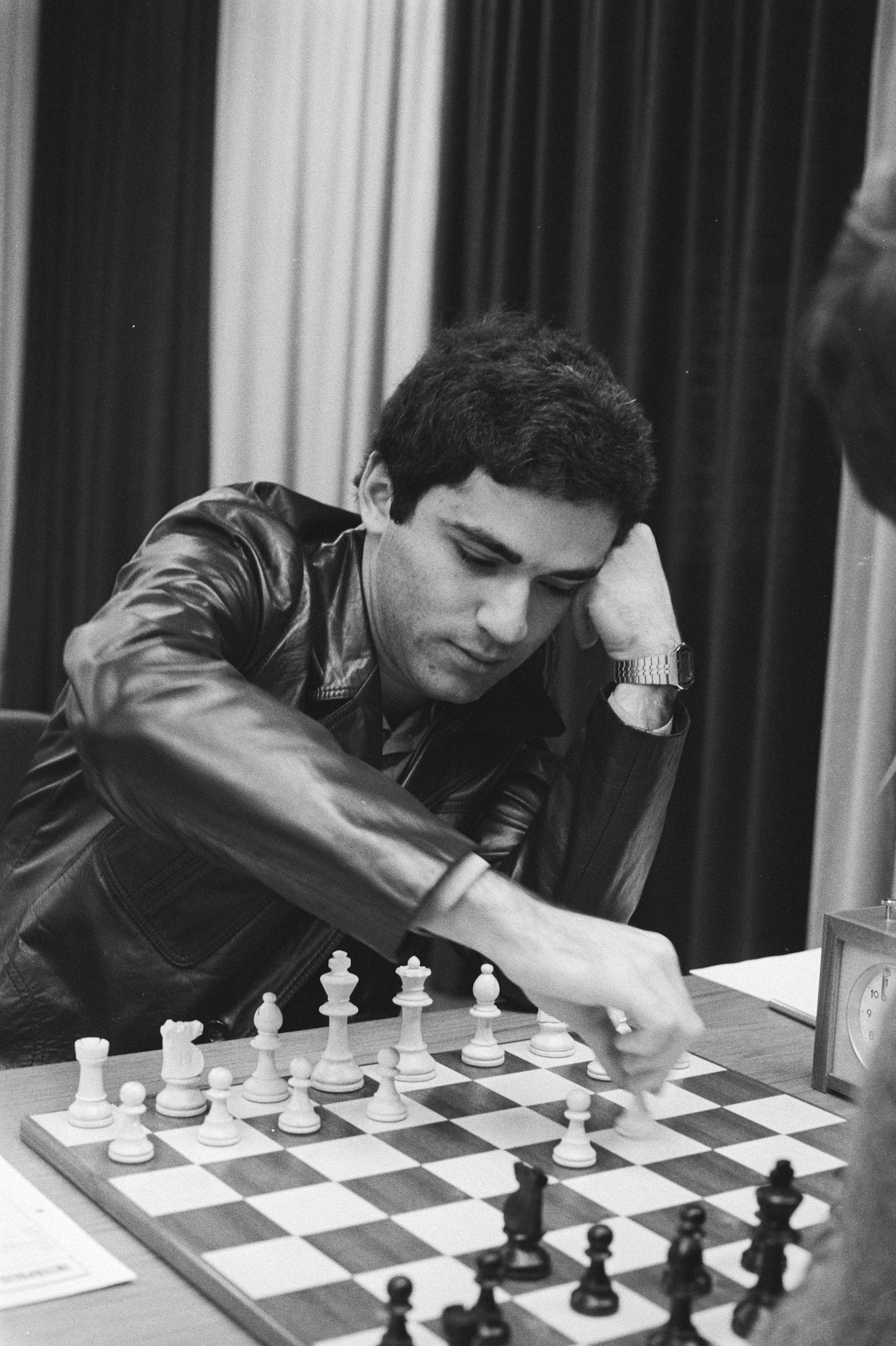
Garry Kasparov đánh bại Karpov để trở thành nhà vô địch thế giới thứ 13. Hai người đã chơi 5 trận tranh chức vô địch thế giới với kết quả chênh lệch rất nhỏ.

Karpov thống trị trong những năm 1970 và đầu những năm 1980 với chuỗi thành công đáng kinh ngạc. Ông đã chứng minh một cách thuyết phục rằng ông là kỳ thủ mạnh nhất thế giới bằng cách bảo vệ danh hiệu của mình hai lần trước Viktor Korchnoi người Liên Xô cũ, lần đầu tiên ở Thành phố Baguio vào năm 1978 (6-5 với 21 ván hòa) sau đó ở Meran năm 1981 (6-2, với 10 ván hóa). Phong cách " trăn quấn (boa constrictor)" của anh khiến các đối thủ nản lòng, thường khiến họ tràn sang tấn công và mắc sai lầm. Điều này cho phép Karpov mang toàn bộ sức mạnh của kỹ thuật cờ đã học từ Botvinnik (cả Karpov và Kasparov đều là học sinh tại trường cờ vua của Botvinnik) chống lại họ, và cuối cùng giành chiến thắng.
Cuối cùng Karpov đã mất danh hiệu của mình cho Garry Kasparov, người có phong cách chiến thuật tấn công hung hãn trái ngược hoàn toàn với phong cách chơi theo vị trí của Karpov. Hai người đã chiến đấu năm trận vô địch thế giới với kết quả vô cùng sít sao, Giải vô địch cờ vua thế giới 1984 (chấm dứt gây tranh cãi mà không có kết quả với Karpov dẫn +5-3=40), Giải vô địch cờ vua thế giới 1985 (trong đó Kasparov giành được danh hiệu, 13-11), Giải vô địch cờ vua thế giới 1986 (Kasparov giành chiến thắng sít sao 12½-11½), Giải vô địch cờ vua thế giới 1987 (hòa 12-12, Kasparov giữ lại danh hiệu) và Giải vô địch cờ vua thế giới 1990 (một lần nữa Kasparov giành chiến thắng sít sao 12½-11½). Trong năm trận tranh ngôi vô địch, Kasparov và Karpov đã chơi 144 trận với 104 trận hòa, 21 trận thắng của Kasparov và 19 trận thắng của Karpov.

### Chia đôi danh hiệu (1993-2005)
Năm 1993, Nigel Short đã phá vỡ sự thống trị của hai K (Kasparov và Karpov) bằng cách đánh bại Karpov trong trận bán kết ứng cử viên, sau đó đánh bại Jan Timman trong trận chung kết, nhờ đó giành quyền thách đấu Kasparov cho danh hiệu vô địch thế giới. Tuy nhiên, trước khi trận đấu diễn ra, cả Kasparov và Short đều phàn nàn về tham nhũng và sự thiếu chuyên nghiệp của FIDE trong việc tổ chức trận đấu, và tách ra khỏi FIDE để thành lập Hiệp hội cờ vua chuyên nghiệp (PCA), và tổ chức trận chung kết vô địch thế giới với bảo trợ của tổ chức này. Đối mặt với sự ly khai của PCA, FIDE đã tước danh hiệu của Kasparov và tổ chức một trận đấu vô địch giữa hai người thua trận bán kết là Karpov và Timman. Kasparov đánh bại Short trong khi Karpov đánh bại Timman, và lần đầu tiên trong lịch sử có hai nhà vô địch cờ vua thế giới.
FIDE và PCA từng tổ chức một chu kỳ tranh ngôi vô địch vào năm 1993-1996, với nhiều người thách đấu giống nhau trong cả hai tổ chức. Kasparov và Karpov đều giành chiến thắng trong chu kỳ tương ứng của họ. Trong giải của PCA, Kasparov đã đánh bại Viswanathan Anand trong Giải vô địch cờ vua thế giới PCA 1995. Karpov đã đánh bại Gata Kamsky trong trận chung kết Giải vô địch cờ vua thế giới năm 1996. Các cuộc đàm phán đã được tổ chức để có được trận đấu thống nhất danh hiệu vô địch thế giới giữa Kasparov và Karpov vào năm 1996-97, nhưng không thành công.
Ngay sau chức vô địch năm 1995, PCA đã giải tán và Kasparov không có tổ chức nào để chọn người thách đấu tiếp theo của mình. Năm 1998, ông thành lập Hội đồng cờ vua thế giới, tổ chức một trận đấu ứng cử viên giữa Alexei Shirov và Vladimir Kramnik. Shirov đã thắng trận đấu trên, nhưng các cuộc đàm phán cho một trận đấu Shirov-Kasparov đã không thành, và Shirov sau đó đã bị loại khỏi các cuộc đàm phán, khiến anh rất bực bội. Kế hoạch cho một trận đấu Kasparov-Anand vào các năm 1999 hoặc 2000 cũng không thành công và Kasparov đã tổ chức một trận đấu với Kramnik vào cuối năm 2000. Trận đấu gây bất ngờ lớn, với việc Kramnik đã thắng trận đấu với hai ván thắng, mười ba ván hòa và không thua ván nào. Vào thời điểm đó, giải vô địch được gọi là Giải vô địch cờ vua thế giới Braingames, nhưng sau đó Kramnik tự gọi mình là Nhà vô địch cờ vua thế giới cổ điển.
Trong khi đó, FIDE đã quyết định loại bỏ hệ thống Interzonal và Ứng viên, thay vào đó là một giải đấu loại trực tiếp lớn, trong đó một số lượng lớn người chơi đã thi đấu các trận đấu ngắn với nhau chỉ trong vài tuần. Các thể thức thi đấu cờ nhanh và chớp nhoáng đã được sử dụng để giải quyết các tỷ số hòa ở cuối mỗi vòng, một định dạng thi đấu mà một số người cảm thấy không tạo ra các ván đấu chất lượng cao nhất: Kasparov từ chối tham gia các sự kiện này, cũng như Kramnik sau khi anh giành được danh hiệu vô địch thế giới cờ vua Cổ điển năm 2000. Trong những sự kiện đầu tiên vào năm 1998, nhà vô địch Karpov đã được đưa thẳng vào trận chung kết, nhưng trong các giải sau đó, nhà vô địch phải vượt qua vòng loại như những kỳ thủ khác. Karpov bảo vệ danh hiệu của mình trong giải vô địch đầu tiên năm 1998, nhưng đã từ bỏ danh hiệu này để phản đối các quy tắc mới vào năm 1999. Alexander Khalifman đã giành giải vô địch thế giới FIDE năm 1999, Anand năm 2000, Ruslan Ponomariov năm 2002 và Rustam Kasimdzhanov năm 2004.
Đến năm 2002, không chỉ có hai nhà vô địch cạnh tranh nhau, mà các kết quả thi đấu ấn tượng mạnh mẽ của Kasparov - anh được xếp hạng Elo hàng đầu thế giới và đã giành chức vô địch một loạt các giải đấu lớn sau khi mất danh hiệu của mình vào năm 2000 - càng khiến người ta vô cùng hoang mang về việc ai là nhà vô địch thế giới. Vào tháng 5 năm 2002, đại kiện tướng người Mỹ Yasser Seirawan đã lãnh đạo tổ chức của cái gọi là "Thỏa thuận Prague" để thống nhất giải vô địch thế giới. Kramnik đã tổ chức một giải đấu ứng cử viên (Peter Leko chiến thắng năm 2002) để chọn người thách đấu cho mình. Người ta đã quyết định rằng Kasparov sẽ đấu với vô địch giải FIDE (Ponomariov) để giành danh hiệu vô địch thế giới FIDE và người chiến thắng trong trận đấu này sẽ thi đấu với người chiến thắng trong trận đấu Kramnik-Leko để giành danh hiệu vô địch thế giới thống nhất. Tuy nhiên, các trận đấu tỏ ra khó khăn về việc huy động tài chính và tổ chức. Trận đấu Leko-Kramnik đã không diễn ra cho đến cuối năm 2004 (nó đã kết thúc với tỷ số hòa, vì vậy Kramnik vẫn giữ được danh hiệu của mình). Trong khi đó, FIDE không bao giờ quan tâm việc tổ chức một trận đấu giữa Kasparov, hoặc với nhà vô địch FIDE 2002 Ponomariov, hoặc nhà vô địch FIDE 2004 Kasimdzhanov. Một phần do sự thất vọng của Kasparov với tình huống này, Kasparov đã từ giã cờ vua năm 2005, trong khi vẫn đứng số 1 thế giới.
Ngay sau đó, FIDE đã bỏ định dạng loại trực tiếp ngắn cho Giải vô địch thế giới và công bố Giải vô địch cờ vua thế giới năm 2005, giải đấu vòng tròn 2 lượt được tổ chức tại San Luis, Argentina giữa tám kỳ thủ hàng đầu thế giới. Tuy nhiên, Kramnik khẳng định rằng danh hiệu của mình cần được quyết định trong một trận đấu tay đôi và từ chối tham gia. Veselin Topalov của Bulgaria đã giành chiến thắng một cách thuyết phục, và các cuộc đàm phán đã bắt đầu cho một trận đấu Kramnik-Topalov để thống nhất các danh hiệu.

### Danh hiệu thống nhất (2006- nay)

#### Kramnik (2006-2007)

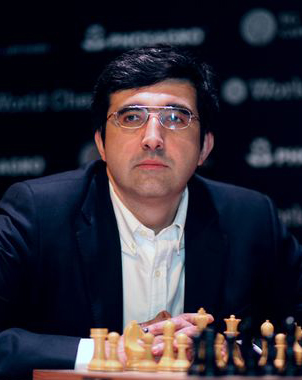
Vladimir Kramnik đánh bại Garry Kasparov năm 2000, và sau đó trở thành nhà vô địch thế giới không thể tranh cãi khi đánh bại Topalov năm 2006.

Trận đấu thống nhất Giải vô địch cờ vua thế giới 2006 giữa Topalov và Kramnik được tổ chức vào cuối năm 2006. Sau nhiều tranh cãi, Kramnik đã giành chiến thắng. Do đó, Kramnik đã trở thành Nhà vô địch cờ vua thế giới thống nhất và không thể tranh cãi kể từ khi Kasparov tách khỏi FIDE để thành lập PCA vào năm 1993. Trận đấu này, và tất cả các giải vô địch tiếp theo, đã được FIDE quản lý.

#### Anand (2007-2013)

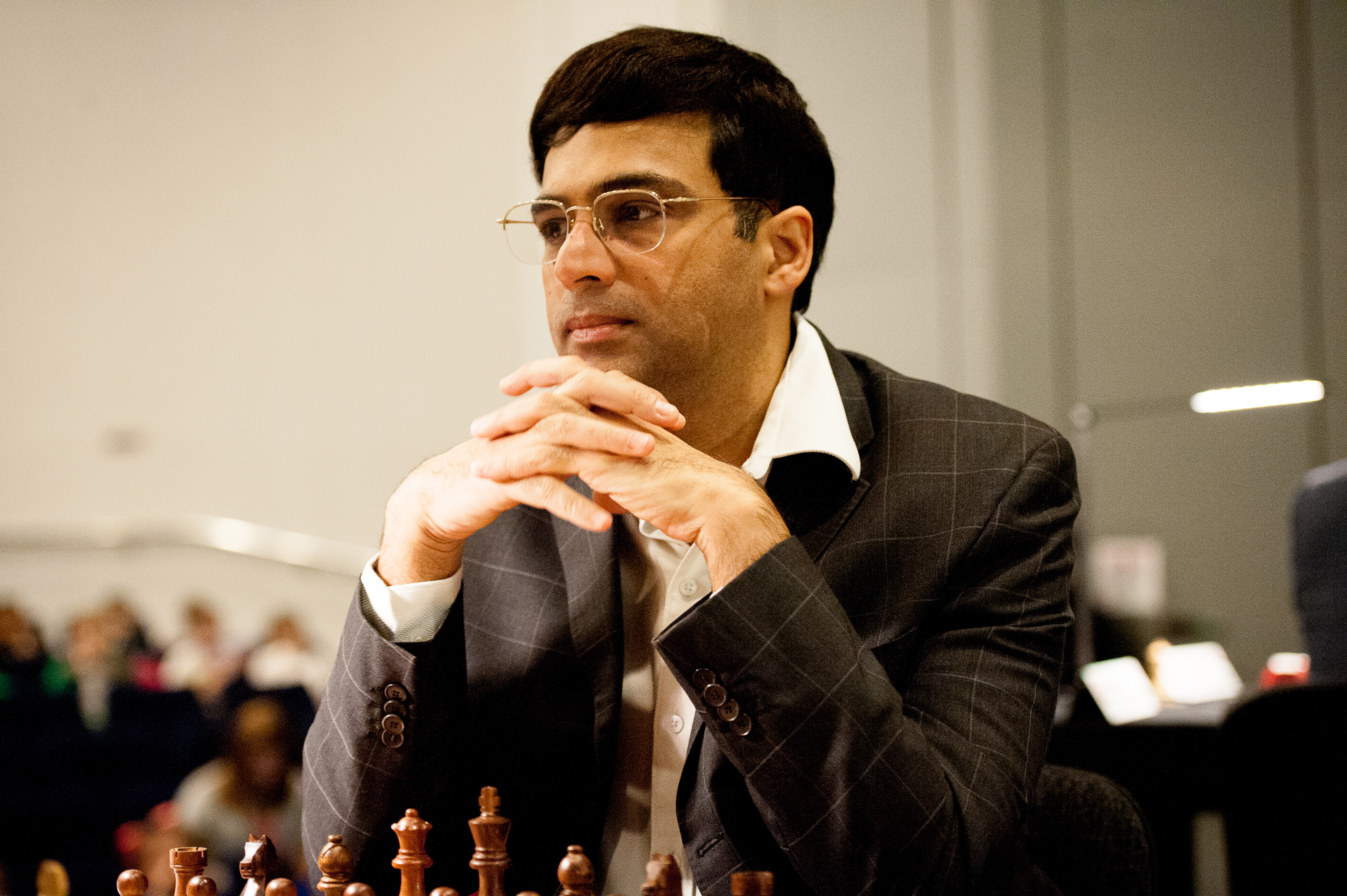
Viswanathan Anand, nhà vô địch thế giới năm lần và là nhà vô địch thế giới đầu tiên đến từ châu Á.

Kramnik bảo vệ danh hiệu của mình tại Giải vô địch cờ vua thế giới 2007 ở Mexico. Đây là một giải đấu vòng tròn 2 lượt với 8 kỳ thủ, cùng định dạng được sử dụng cho Giải vô địch cờ vua thế giới năm 2005. Viswanathan Anand giành chiến thắng trong giải này, đưa anh trở thành Nhà vô địch cờ vua thế giới. Bởi vì danh hiệu Vô địch cờ vua thế giới của Anand đã giành được trong một giải đấu chứ không phải là một trận đấu, một số ít các nhà bình luận đã đặt câu hỏi về tính hợp lệ của danh hiệu của Anand. Kramnik cũng đưa ra những bình luận mơ hồ về giá trị của danh hiệu trao cho Anand, nhưng bản thân ông không yêu cầu lấy lại danh hiệu này. Các trận đấu vô địch thế giới sau đó trở lại định dạng của trận đấu tay đôi giữa nhà vô địch và người thách đấu.
Hai chức vô địch sau đây có những điều khoản đặc biệt phát sinh từ năm 2006. Kramnik được trao quyền thách đấu cho danh hiệu mà anh đã thua trong giải đấu tại Giải vô địch cờ vua thế giới 2008, và Anand đã giành chiến thắng trong trận tái đấu. Sau đó, Topalov, người thua cuộc trong trận đấu năm 2006 đã bị loại khỏi giải vô địch năm 2007, được đưa thẳng vào trận chung kết của các ứng cử viên trong Giải vô địch cờ vua thế giới 2010. Anh đã chiến thắng giải ứng cử viên (thắng Gata Kamsky). Anand một lần nữa giành chiến thắng trong trận đấu tranh danh hiệu vô địch.
Giải vô địch tiếp theo, Giải vô địch cờ vua thế giới 2012, đã có những trận đấu loại trực tiếp ngắn cho Giải đấu Ứng viên. Định dạng này không phổ biến với tất cả mọi người và Magnus Carlsen số 1 thế giới đã rút lui để phản đối. Boris Gelfand giành chiến thắng Giải ứng cử viên. Anand đã giành chiến thắng trong trận đấu tranh ngôi vô địch một lần nữa, trong các ván cờ nhanh, trong trận thắng vô địch thế giới thứ tư liên tiếp.

#### Carlsen (2013-2023)
Kể từ năm 2013, Giải đấu Ứng viên đã là một giải đấu vòng tròn 2 lượt với 8 người, với người chiến thắng chơi một trận đấu với nhà vô địch để tranh danh hiệu vô địch thế giới. Magnus Carlsen của Na Uy đã giành giải Ứng viên 2013 và sau đó đánh bại Anand một cách thuyết phục trong Giải vô địch cờ vua thế giới 2013.
Bắt đầu với chu kỳ Giải vô địch năm 2014, Giải vô địch thế giới đã đi theo chu kỳ 2 năm: vòng loại cho các thí sinh vào năm lẻ, giải đấu Ứng viên vào đầu năm chẵn và trận tranh ngôi vô địch thế giới vào cuối năm chẵn.
Carlsen đã bảo vệ thành công danh hiệu của mình ba lần, trước Anand trong Giải vô địch cờ vua thế giới 2014, trước Serge Karjakin trong Giải vô địch cờ vua thế giới 2016, và trước Fabiano Caruana trong Giải vô địch cờ vua thế giới 2018. Hai lần bảo vệ thành công danh hiệu vô địch thế giới cuối cùng của anh được quyết định bằng loạt ván tie-break cờ nhanh.

#### Đinh Lập Nhân (2023-nay)

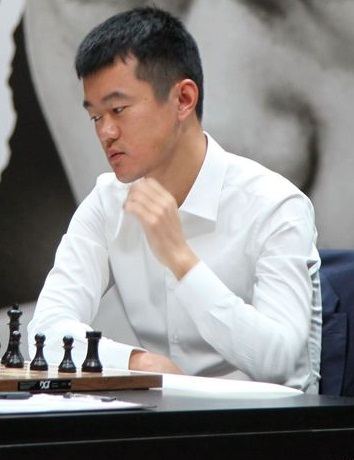
Đinh Lập Nhân đánh bại Ian Nepomniachtchi và giành danh hiệu vua cờ

Do đương kim vua cờ Magnus Carlsen từ chối bảo vệ danh hiệu của mình trước Ian Nepomniachtchi, người chiến thắng trong giải đấu ứng viên 2023, nên vị trí thứ hai của Ding đủ điều kiện để anh đấu với Nepomniachtchi trong Giải vô địch cờ vua thế giới 2023. Sau thành công ở giải Candidates, Ding trở thành vua cờ thế giới FIDE năm 2023 sau khi đánh bại Nepomniachtchi trong một trận đấu loại trực tiếp nhanh, giành chiến thắng theo yêu cầu trong ván thứ 4 với quân đen.

## Các nhà vô địch thế giới

### Những kỳ thủ hàng đầu trước khi có Giải vô địch cờ vua thế giới
| Tên                                  | Năm          | Quốc gia    | Tuổi     |
| ------------------------------------ | ------------ | ----------- | -------- |
| Ruy López de Segura                  | 1559–1575    | Tây Ban Nha | 29–45    |
| Leonardo di Bona                     | k.1575       | Naples      | 33       |
| Paolo Boi                            | k. 1575      | Sicily      | 47       |
| Alessandro Salvio                    | k. 1600      | Naples      | c. 30    |
| Gioachino Greco                      | k. 1620–1634 | Naples      | c. 20–34 |
| Legall de Kermeur                    | k. 1730–1755 | Pháp        | c. 28–53 |
| François-André Danican Philidor      | 1755–1795    | France      | 29–69    |
| Alexandre Deschapelles               | 1815–1821    | France      | 35–41    |
| Louis-Charles Mahé de La Bourdonnais | 1821–1840    | France      | 26–45    |
| Howard Staunton                      | 1843–1851    | Anh         | 33–41    |
| Adolf Anderssen                      | 1851–1858    | Phổ         | 33–40    |
| Paul Morphy                          | 1858–1862    | Hoa Kỳ      | 21–25    |
| Adolf Anderssen                      | 1862–1866    | Phổ         | 44–48    |
| Wilhelm Steinitz                     | 1866–1886    | Áo-Hung     | 30–50    |
| Johannes Zukertort                   | 1878–1886    | Đức         | 36–44    |

### Các nhà vô địch thế giới (1886–1993)
| #   | Tên                  | Năm       | Quốc gia            | Tuổi  |
| --- | -------------------- | --------- | ------------------- | ----- |
| 1   | Wilhelm Steinitz     | 1886–1894 | Áo-Hung · Hoa Kỳ    | 50–58 |
| 2   | Emanuel Lasker       | 1894–1921 | Đức                 | 26–52 |
| 3   | José Raúl Capablanca | 1921–1927 | Cuba                | 33–39 |
| 4   | Alexander Alekhine   | 1927–1935 | France White émigré | 35–43 |
| 5   | Max Euwe             | 1935–1937 | Hà Lan              | 34–36 |
| (4) | Alexander Alekhine   | 1937–1946 | France White émigré | 45–53 |
| 6   | Mikhail Botvinnik    | 1948–1957 | Liên Xô             | 37–46 |
| 7   | Vasily Smyslov       | 1957–1958 | Liên Xô             | 36    |
| (6) | Mikhail Botvinnik    | 1958–1960 | Liên Xô             | 47–49 |
| 8   | Mikhail Tal          | 1960–1961 | Liên Xô             | 24    |
| (6) | Mikhail Botvinnik    | 1961–1963 | Liên Xô             | 50–52 |
| 9   | Tigran Petrosian     | 1963–1969 | Liên Xô             | 34–40 |
| 10  | Boris Spassky        | 1969–1972 | Liên Xô             | 32–35 |
| 11  | Bobby Fischer        | 1972–1975 | Hoa Kỳ              | 29–32 |
| 12  | Anatoly Karpov       | 1975–1985 | Liên Xô             | 24–34 |
| 13  | Garry Kasparov       | 1985–1993 | Liên Xô · Nga       | 22–30 |

### Các nhà vô địch thế giới "cổ điển" (PCA/Braingames) (1993–2006)
| Tên              | Năm       | Quốc gia | Tuổi  |
| ---------------- | --------- | -------- | ----- |
| Garry Kasparov   | 1993–2000 | Nga      | 30–37 |
| Vladimir Kramnik | 2000–2006 | Nga      | 25–31 |

### Các nhà vô địch thế giới FIDE (1993–2006)
| Tên                 | Năm       | Quốc gia   | Tuổi  |
| ------------------- | --------- | ---------- | ----- |
| Anatoly Karpov      | 1993–1999 | Nga        | 42–48 |
| Alexander Khalifman | 1999–2000 | Nga        | 33    |
| Viswanathan Anand   | 2000–2002 | Ấn Độ      | 31–33 |
| Ruslan Ponomariov   | 2002–2004 | Ukraina    | 19–21 |
| Rustam Kasimdzhanov | 2004–2005 | Uzbekistan | 25    |
| Veselin Topalov     | 2005–2006 | Bulgaria   | 30    |

### Các nhà vô địch thế giới (sau khi FIDE hợp nhất) (2006–nay)
| #  | Tên               | Năm       | Quốc gia   | Tuổi  |
| -- | ----------------- | --------- | ---------- | ----- |
| 14 | Vladimir Kramnik  | 2006–2007 | Nga        | 31–32 |
| 15 | Viswanathan Anand | 2007–2013 | Ấn Độ      | 38–43 |
| 16 | Magnus Carlsen    | 2013–2023 | Na Uy      | 22–29 |
| 17 | Đinh Lập Nhân     | 2023–2024 | Trung Quốc | 30-31 |
| 18 | Gukesh Dommaraju  | 2024–nay  | Ấn Độ      | 18    |